# Ichigo Kurosaki
Ichigo Kurosaki (en japonés: 黒 崎 一 護, romanizado: Kurosaki Ichigo) es un personaje ficticio de la serie de manga y anime Bleach creada por Tite Kubo. Él es el protagonista principal de la serie, quien recibe poderes de segador de almas después de hacerse amigo de Rukia Kuchiki, la segadora de almas asignada a patrullar alrededor de la ciudad ficticia de Karakura. Estos poderes vienen a costa de los de Rukia, y como resultado, Ichigo acepta trabajar como su suplente, luchando para proteger a las personas de los espíritus malignos llamados Hollows y enviando espíritus, a una dimensión conocida como la Sociedad de Almas, así como también es el esposo de Orihime Inoue y padre de Kazui Kurosaki. Además de la serie de manga, Ichigo aparece en muchos otros medios de Bleach, incluida la serie de anime, las cuatro películas destacadas, las dos animaciones de video originales, musicales de rock, varios videojuegos, novelas ligeras y la película de acción en vivo de 2018.
Kubo dijo que Ichigo fue creado para reemplazar a Rukia como protagonista de la serie porque sintió que ella no era adecuada para el papel. En las adaptaciones en inglés, Johnny Yong Bosch le da voz. En la película de acción real, es interpretado por Sota Fukushi. En las adaptaciones animadas de Bleach, Ichigo tiene la voz de Masakazu Morita en japonés.
Su personaje fue bien recibido tanto por lectores como por críticos pues aparecía a menudo en las encuestas de popularidad de personajes de la Weekly Shōnen Jump. Constantemente fue clasificado como el personaje más popular de Bleach. Las encuestas de la revista japonesa Newtype de 2007 clasificaron a Ichigo como uno de los 100 personajes de anime más queridos. Los críticos de la serie han elogiado su personalidad, aunque algunos lo consideran un antihéroe estereotipado. Se ha lanzado mercancía basada en la semejanza de Ichigo, incluidos juguetes, ropa y figuras de acción. Sin embargo, a los críticos no les gustaron sus peleas anticlimáticas en la segunda mitad de la serie debido a su falta de escenas memorables en estos puntos.

## Creación y concepto
Al dibujar el manga, Kubo comentó que Rukia Kuchiki, fue el primer personaje de Bleach que creó, originalmente ella sería la protagonista. Sin embargo, a través del desarrollo posterior de la serie, Kubo decidió convertirla en una aliada y, en cambio, presentó a Ichigo como el personaje central. Los bocetos de diseño inicial muestran a Ichigo con gafas, cabello oscuro y ojos más suaves. Al diseñar a Rukia, sin embargo, Kubo modificó la apariencia de Ichigo para contrastar con la de ella, dándole a Ichigo un cabello de color naranja, un ceño fruncido característico y la eliminación de las gafas. Durante el primer capítulo de la serie, el reloj de pulsera de Ichigo se basó en uno que Kubo llevaba en ese momento. En capítulos posteriores, su reloj de pulsera se basó en el teléfono celular W11K de Naoto Fukasawa. Según Kubo, Ichigo, junto con Orihime Inoue, son los personajes más arduos para dibujar. Mientras ilustraba una de las escenas de Ichigo, a Kubo le resultó extraño dibujarlo con una sonrisa alegre.
Kubo ha declarado que la mayor fortaleza de Ichigo es su naturaleza considerada y reflexiva; Siempre piensa en las necesidades de los demás. Sin embargo, también lo señaló como su mayor debilidad, ya que preocuparse por sus amigos tiende a ponerlo en peligro. Cuando se le preguntó en una entrevista si tenía planes de enfocarse en el triángulo amoroso entre Ichigo, Orihime  y Rukia, Kubo eligió no confirmar ni negarlo, ya que no quería enfocarse en el romance. Kubo atribuye la popularidad de Ichigo entre los lectores al hecho de que "se ve bien". También mencionó que a medida que la gente lea más sobre él, descubrirán que es una persona cálida y de buen corazón.
Después de más de cincuenta volúmenes del manga lanzado, Kubo cree que Ichigo fue el personaje más desarrollado. Dijo que Ichigo lidera la historia y presenta a los lectores los eventos en ella. Cuando terminó el arco de los Arrancar, Kubo reinició la serie, lo que resultó en que Ichigo perdiera sus poderes de segador de almas. De la misma manera, Ichigo se convirtió en segador de almas durante el primer capítulo de la serie; comienza a buscar métodos para recuperar sus poderes originales.
Ichigo es interpretado por Masakazu Morita en japonés, mientras que de niño es interpretado por Yuki Matsuoka. Morita dijo que Ichigo fue uno de sus personajes favoritos que interpretó junto a Tidus de Final Fantasy X. Johnny Yong Bosch le da voz en el doblaje en inglés cuando es adolescente, y Mona Marshall cuando es niño. Mientras describe a Ichigo como uno de sus mejores papeles, Morita señala que interpretarlo a veces le es difícil. Bosch ha disfrutado expresando el personaje de Ichigo debido a su interés personal en la moral del personaje. Sin embargo, experimentó dificultades para expresarlo en algunas escenas en las que Ichigo grita durante mucho tiempo.
Sota Fukushi interpreta a Ichigo en la adaptación live action que abarca el primer arco de la historia, con Johnny Yong Bosch retomando su papel en el doblaje en inglés de la película.

## Biografía ficticia del personaje

### Saga del Shinigami Sustituto
Ichigo Kurosaki es un adolescente de quince años, vive en el distrito de Tokio llamado Ciudad Karakura. La mayor peculiaridad visible a simple vista de él es el color anaranjado de su pelo, que provocó las burlas y los malos tratos por parte de los otros niños durante su infancia. Debido a esto y a sus circunstancias familiares, Ichigo se ha convertido en una persona arisca y a quien muy raramente se le ve sonriendo o sin las cejas fruncidas. No obstante, es una persona realmente interesada por el bienestar de sus amigos y tiene una gran valentía.
La tranquila vida de Ichigo y de todo su entorno experimenta un giro en el momento en que la shinigami Rukia Kuchiki aparece en la casa de los Kurosaki para acabar con un Hollow (Fishbone D) que iba a atacar a la familia. Debido a que Ichigo interfiere en su trabajo, Rukia acaba siendo herida y no tiene más remedio que ceder sus poderes a Ichigo, absorbiendo este entonces un reiatsu tan enorme e impensable que Rukia queda completamente debilitada. El incontrolado e inmenso poder espiritual de Ichigo no solo se traduce en su habilidad como Shinigami, sino que afecta a otras personas de su entorno provocando que estos mismos acaben por desarrollar poderes especiales como Yasotura Sado y Orihime Inoue.
Al día siguiente, en clase, Ichigo se lleva la sorpresa de ver a Rukia con un cuerpo humano y simulando ser una estudiante de intercambio. La Shinigami revela que está usando un gigai (un cuerpo sustituto, que le sirve para recobrar sus poderes y de paso poder desenvolverse mejor en el mundo de los humanos) y le advierte a Ichigo que, hasta que se recupere, él deberá de sustituirla cazando a los Hollow y enviando a las almas a la Sociedad de Almas.
Ichigo se ve en especiales problemas al descubrir que su compañero de clase Uryu Ishida es un Quincy, una raza humana en vías de extinción que está enemistada con los Shinigami pero que lucha también contra los Hollows. Aceptando el desafío de Ishida, Ichigo participa en una competición para aniquilar al mayor número de Hollows posible, hasta que aparece Menos Grande, una variedad de Hollow enorme y de un poder que supera los de un shinigami normal. La victoria final sobre ese monstruo, unida a la permanencia de Rukia en el mundo de los humanos que lleva meses viviendo en el armario de Ichigo y extrañamente no puede recuperar sus poderes acaba por llamar la atención de la Sociedad de Almas.
Finalmente, una noche sucede lo que Rukia tanto temía. La Sociedad de Almas manda a unos shinigami a arrestarla por permanecer tanto tiempo en el mundo humano y por ceder sus poderes a un mortal, algo severamente castigado. Su sorpresa es enorme al ver que los enviados son dos guerreros poderosos, y además viejos conocidos suyos, su hermano Byakuya Kuchiki el capitán del sexto escuadrón, y su teniente Renji Abarai quien fue un gran amigo de Rukia desde la infancia.
Cuando se dispone a marchar con ellos, aparece Ichigo y se enfrenta a Renji. Cuando todo parecía a favor de Renji, Ichigo consigue ponerlo en aprietos, provocando la intervención de Byakuya, finalizando con la derrota de Ichigo. Antes de marcharse, Byakuya le quita los poderes a Ichigo y este, desesperado y casi moribundo, no puede hacer más que ver cómo Rukia se aleja mientras le pide, entre lágrimas, que se olvide de ella. Desesperado por rescatar a Rukia, Ichigo pide ayuda a Kisuke Urahara, y este le somete a un duro entrenamiento para recuperar sus poderes y poder liberar su zanpakutō (la espada de los Shinigami). Durante este proceso Ichigo viaja a lo más profundo de su alma para encontrarse con su Zanpakuto, corriendo el riesgo de transformarse en hollow permanentemente. Una vez restituidos sus poderes, Ichigo se marchan a la Sociedad de Almas, acompañado por sus amigos Sado, Orihime e Ishida, así como un gato negro con la capacidad de hablar, Yoruichi, el mejor amigo de Urahara que se ofrece como su guía.

### Saga de la Sociedad de Almas
Gracias a la ayuda de Kuukaku Shiba (una amiga de Yoruichi) quien además les manda a su hermano menor Ganju Shiba para ayudarles, Ichigo y los demás llegan al Seireitei (la ciudad de los shinigami) al ser disparados por el cañón de Kuukaku, para acabar siendo accidentalmente divididos, cayendo por un lado Sado, por otro Ishida y Orihime, por otro Yoruichi y por un último lado Ichigo y Ganju. Estos dos últimos aterrizan en las dependencias de la Undécima División, la más violenta de todos los Escuadrones, enfrentándose Ichigo al tercer oficial Ikkaku Madarame en una pelea muy reñida. Al acabar victorioso, Ichigo despierta el interés del capitán de aquel escuadrón, Kenpachi Zaraki, una auténtica bestia sedienta de sangre y de buen combate. Después se enfrenta a Renji, que logra ponerlo contra las cuerdas con su shikai hasta que Ichigo recuerda las palabras de Urahara, con una renovada determinación, Ichigo de una poderosa estocada derrota a Renji.
Cuando llega el combate con Zaraki, Ichigo a pesar de haber aumentado su fuerza no es capaz de vencerlo. Solo al descubrir que la Zanpaku-tō de Zaraki está "muerta" (no sabe liberarla) por el desprecio que el capitán tiene a su arma, hace que Ichigo tenga un peligroso exceso de confianza provocando que, Zaraki parta en dos su espada provocando el desmayo y desangramiento de Ichigo. En esos momentos habla con el espíritu de su Zanpaku-to, logrando un grado de mayor sintonía con Zangetsu, que obtiene un poder mayor y consigue derrotar a Zaraki, pero quedando ambos inconscientes por el impacto.
Ichigo es rescatado por Yoruichi, quien revela su auténtica forma, la de una bella mujer de piel morena y rasgos felinos que es la Ex Comandante de las Fuerzas Especiales Shinigami, un cuerpo de élite aparte de los trece escuadrones, marchada al exilio mucho tiempo atrás junto a Kisuke Urahara, el excapitán del Duodécimo Escuadrón. Yoruichi se encarga de entrenar a Ichigo para desarrollar la forma máxima del poder de shinigami, Bankai, la segunda liberación de la Zanpaku-tō, algo solo abierto a personas de gran poder y capaz de sufrir un entrenamiento durísimo como los capitanes. Sin embargo, Ichigo finalmente debe dominar el Bankai en solo dos días, ya que la ejecución de Rukia vuelve a ser adelantada. En el último momento, Ichigo consigue salvar a Rukia de la muerte, ayudado por Yoruichi y por los capitanes Syunsui Kyōraku y Jūshirō Ukitake. Mientras todos entran en diferentes y complicados combates, Ichigo despacha en un momento a tres tenientes y se enfrenta a su enemigo, el propio hermano de Rukia, el Capitán Kuchiki.
Ichigo comienza con el Shikai al igual que Byakuya, que planea acabarlo con este, sin embargo en ese momento Ichigo sorprende a Byakuya usando el Getsuga Tensho (primera vez nombrado por él) con el cual disuelve el Shikai de Byakuya, entonces este decide usar el Bankai con el cual supera con creces a Ichigo inclusive usando su Getsuga Tensho. Ichigo le dice a Byakuya que también ha desarrollado un Bankai también y lo libera causando una gran impresión en Byakuya.
El Capitán argumenta que ese no es un Bankai (basándose en las reducidas dimensiones de Tensa Zangetsu) y lo intenta derrotar confiando en la velocidad del suyo, sin embargo Ichigo demuestra una velocidad superior a la de Byakuya usando su Bankai, inclusive logrando dispersarlo por completo. Byakuya, enfurecido, decide llevar su Bankai a un nuevo nivel, el Senkei de Byakuya forma un campo de masacre de espadas donde Ichigo comienza a perder poder, hasta el punto que Byakuya lo inmoviliza con sus espadas y le asesta un hado #4 a quemarropa.
Cuando se dispone a acabarlo, el Hollow de Ichigo (Hollow Ichigo Kurosaki) emerge por primera vez, adueñándose del cuerpo, y le asesta un golpe impactante a Byakuya. El hollow comienza a atacar macabramente mientras Byakuya lo esquiva, pero este usa por primera vez el Kuroi Getsuga lo cual le provoca un fuerte daño al Capitán. Ichigo entonces se saca la máscara de hollow y acuerda con Byakuya acabar con el combate usando sus últimas fuerzas, entonces Byakuya usa el ShukeiHakuteiken e Ichigo una gran cantidad de reiatsu negro.
Después de la batalla Ichigo logra vencer al Capitán Kuchiki, quien acaba por admitir su derrota y después de hablar con Ichigo diciéndole que debía seguir normas, este le hace recapacitar diciéndole que si él estuviera en su lugar no las seguiría y salvaría a su hermana. Entonces Byakuya promete no volver a perseguir a Rukia. Mas en ese preciso instante se descubre la traición de algunos capitanes de la Sociedad de Almas, una terrible conjura destinada a cambiar la paz del mundo y sembrar la destrucción creada por Sousuke Aizen, el Capitán del Quinto Escuadrón, quien había fingido su muerte. El motivo por el que implicaron las habilidades de un Shinigami con las de un Hollow, creando un híbrido de terrible energía destructora. Ichigo trata de volver a defender a Rukia, pero el poder de Aizen es enorme y consigue hacerse con aquella una horrible máquina de guerra, aunque la vida de Rukia se salva gracias a la providencial actuación del Capitán Kuchiki, que arriesga su vida para proteger la de su hermana. Este desvela los motivos que le implicaron a perseguir de esa forma tan implacable a Rukia y demuestra un gran afecto por ella.
Luego, Ichigo, Sado, Orihime, Ishida y Yoruichi vuelven al mundo de los humanos, donde Urahara se disculpa ante Ichigo por los problemas que le causó. Antes de marcharse, Ichigo recibe del Capitán Ukitake un medallón que le permitirá seguir siendo Shinigami Sustituto sin que vuelva a ser molestado por ningún miembro leal a la Sociedad de Almas.

### Saga Bount
Los sucesos ocurridos en esta saga no pertenecen al manga, por lo que no constituyen material "canónicos".

### Saga Arrancar
El nuevo año escolar comienza e Ichigo recibe una placa de Ukitake que le autoriza a actuar como shinigami sustituto en la zona de Karakura, un artefacto protegido por un campo espiritual que le permite adoptar su forma shinigami sin necesidad de píldoras gikongan u objetos como el guante de Rukia o el bastón de Urahara. El primer hecho extraño es que Tatsuki Arisawa es capaz de ver esa placa, en teoría invisible para los humanos sin poder espiritual. Su padre, Isshin Kurosaki, le regala el amuleto de su madre y las clases comienzan. Llega un nuevo estudiante llamado Shinji Hirako y todo parece transcurrir normalmente, mientras Ichigo desempeña su trabajo como shinigami sustituto acabando con los Hollow de la zona fácilmente.
Hasta que un viejo conocido de la familia Kurosaki aparece. Grand Fisher, el Hollow que asesinó a la madre de Ichigo, vuelve de Hueco Mundo totalmente cambiado tras quitarse parte de su máscara y aparece comoArrancar. Cuando Ichigo siente la presencia espiritual de varios Hollow deja a Kon en su cuerpo y sale en su busca. Sin embargo es interceptado por Hirako, que le ataca con lo que parece ser una Zanpakuto. Hirako le revela ser un Visored, un Shinigami que ha despertado a su Hollow interior para obtener más poder y le muestra su máscara de Hollow. Ichigo se muestra sorprendido al tiempo que Hirako le pide a Ichigo que se una a ellos, pues él también es un Visored.
Ichigo rehúsa el ofrecimiento de su nuevo compañero de clase y niega ser un Visored, sino un Shinigami. Cuando llega al lugar de los hechos, Grand Fisher ya ha sido derrotado por su padre, Isshin, que revela ser un Shinigami. Sin embargo, Kon no habla de esto con Ichigo. Ichigo se sorprende al día siguiente al ver a Hirako tranquilamente en su clase y le dice que se vaya, no obstante él insiste y le dice a Ichigo que es la única solución, puesto que una vez se ha convertido en Visored no hay vuelta atrás: Solo él y su grupo conocen la forma de controlarlo, si no se convertirá en Hollow y todos a quienes él cree sus amigos lo abandonarán.
Ichigo piensa sobre esto, cada vez más agobiado por su hollow interno, después de su pelea con Byakuya Kuchiki siente que le invade y que lo domina cada vez más. En ese instante aparecen los Arrancar Ulquiorra Cifery Yammy Llargo en Karakura con la misión de investigar al shinigami sustituto. Cuando Ichigo llega al lugar de los hechos muchas almas han sido devoradas por Yammy, el brazo de Chad ha sido salvajemente mutilado y Orihime está a punto de ser asesinada por el corpulento Arrancar.
Ichigo lo detiene y usa su Bankai para derrotar a sus enemigos. Furioso, detiene un ataque de Yammy y le corta el brazo en pago por el de Chad, cuando Yammy se prepara para combatir y desenvaina su Zanpakuto, el hollow de Ichigo le impide luchar.
Incapaz de pelear, ichigo es golpeado brutalmente por Yammy; cuando está a punto de ser destruido, Urahara y Yoruichi se interponen y logran poner en jaque a Yammy. Sin embargo Ulquiorra, que hasta entonces se había contentado con ser un observador, ordenará retirada tras confirmar que Ichigo no es más que "un pedazo de basura por el cual Aizen no debe preocuparse".
Ichigo y Orihime serán curados por Urahara y sus compañeros. Entristecido y desesperanzado, Ichigo no sabrá qué hacer. En ese instante llegan nuevos compañeros a su instituto, refuerzos enviados por la Sociedad de Almas para ayudar a Ichigo. Un grupo comandado por el capitán de la Décima División, Tōshirō Hitsugaya, su teniente, Rangiku Matsumoto, los terceros y quintos oficiales de la Undécima, Madarame Ikkaku yYumichika Ayasegawa, el subcapitán de la Sexta División Renji Abarai y su vieja conocida Rukia Kuchiki. Se harán pasar por estudiantes y se integrarán como puedan en el instituto de Ichigo.
Nada más llegar Rukia se lleva a Ichigo por la fuerza y lo hace pelear con un Hollow, pero, a pesar de su poder, el Shinigami tiene problemas debido a su miedo a descontrolarse. Rukia lo instiga para que se libere de sus miedos y trate de evitar perder el control. Ichigo reacciona, acaba con el Hollow y le pide perdón a Orihime por no haber podido defenderla y firmemente le promete que la próxima vez la protegerá.
Tras esto los shinigami se dispersarán por la ciudad y se instalarán en las casas de los amigos de Ichigo y Rukia se quedará con Ichigo como anteriormente, aunque esta vez con el beneplácito de su familia, suscitando situaciones cómicas, ya que Isshin habla con el cartel de Masaki diciéndole que ya tienen una nueva "hija", además el padre de Ichigo se muestra mucho más preocupado por Rukia que por su propio hijo.
Cuando apenas ha llegado la noche, Grimmjow Jaegerjaquez y sus seguidores Arrancar inician un ataque sorpresa y sin autorización sobre Karakura. Cada uno de sus seguidores se dispersa en busca de altos niveles de reiatsu. Ichigo y Rukia irán a buscar a Chad, hacia el que se dirige uno de los Arrancars, D-Roy.
Ichigo detiene la mano del Arrancar justo cuando iba a hendirla por sorpresa en el pecho de Chad; Ichigo repele el ataque y le dice a Chad que es mejor que se vaya. Este se decepciona profundamente debido a que Ichigo le cree débil y se va corriendo, Rukia se lo cruza y al enterarse de lo que Ichigo ha hecho se deshace de su gigai y aparta a Ichigo de la lucha.
Rukia demostrará haber recuperado por completo sus poderes al liberar su Zanpakutō, Sode No Shirayuki, y matar al arrancar fácilmente. Justo al acabar el combate aparece Grimmjow preguntándose quién es el más fuerte. Cuando Rukia trata de hablarle a Ichigo resulta traspasada por la mano de Grimmjow y se desmaya, Ichigo atacará al Arrancar con Zangetsu pero será repelido fácilmente por el hierro del Espada, que se burlará de él. Ichigo se verá forzado a usar el bankai.
La pelea será desigualada, el aumento de velocidad que le ofrece el Bankai a Ichigo no es suficiente para vencer a Grimmjow, que a diferencia del shinigami no pelea con miedo. Grimmjow golpeará repetidas veces a Ichigo físicamente e incluso detendrá a Tensa Zangetsu con las manos.
Cuando Grimmjow comienza a estar aburrido de la lucha, Ichigo lanza por sorpresa un Kuroi Getsuga Tenshou que impacta en el Arrancar y le crea una herida en el torso transversal, en el brazo y en la sien. Sin embargo no logra herirlo gravemente, el ojo de Ichigo comienza a teñirse de negro simbolizando el control que el Hollow comienza a ejercer sobre él. Ichigo ha aumentado el proceso al usar el Bankai y una técnica como el Kuroi Getsuga Tenshou, que fue ideada por el Hollow, y no podrá repetirla más de tres veces.
Tras la derrota, Ichigo queda frustrado y se decide a buscar a los otros Visored para que le enseñen a controlar a su Hollow interno; durante la pelea (que se lleva a cabo en su mundo interior) Ichigo descubre que Zangetsu y el Hollow son uno mismo y que la parte más fuerte es la que toma forma; en este caso, ganó el hollow. Ichigo logra derrotar a su Hollow (Ichigo Kurosak).Este, al irse desvaneciendo, le dice que por ahora lo aceptará como rey pero que si Ichigo muere él podrá salir y liberar todo su poder.
Tras un mes de entrenamiento con los Visored, Ichigo solo ha podido utilizar su máscara durante 11 segundos. Cuando regresan los Arrancar al mundo humano, Ichigo sale a pelear y se encuentra de nuevo con Grimmjow, que también fue a buscarlo. Ichigo se pone su máscara y comienza la pelea en la que Ichigo es muy superior a un Grimmjow desmembrado; cuando Ichigo está a punto de dar el golpe final su máscara se rompe y Grimmjow saca ventaja de eso y comienza un contraataque al punto de clavarle la espada en la mano y destrozarle la cabeza con un Cero, pero en ese momento llega Rukia para salvarlo.
Con una de sus danzas deja a Grimmjow congelado pero este se restablece y está a punto de matar a Rukia, pero en ese momento aparece Hirako que pelea con el Arrancar, al cual deja malherido producto de un Cero. Grimmjow se para molesto y, cuando va a liberar su Zanpakutō, llega Ulquiorra y se lo lleva objetándole que su misión ya había terminado.
Ichigo queda gravemente herido pero es curado por Orihime, que para salvar a sus amigos decidió unirse a los Arrancar. En un moment (aunque él no lo sabe) ya que Ulquiorra le da 12 horas para despedirse de una persona sin que le diga que se va.
Ichigo sale a buscarla pero al enterarse de que se fue al Hueco Mundo y que la Sociedad de Almas no le ayudará a recuperarla, decide ir solo y con la ayuda de Urahara. Aunque, para gran sorpresa de Ichigo, ahí le están esperando para acompañarlo Ishida y Chad, el primero ha recuperado sus poderes de Quincy y el segundo los ha aumentado. Urahara abre la puerta hacia Hueco Mundo (que se le conoce como Garganta) y con ello comienza la Saga de Hueco Mundo.

### Saga del Nuevo Capitán Syūsuke Amagai
Los sucesos ocurridos en esta saga no pertenecen al manga, por lo que no constituyen material "canon".

### Saga del Hueco Mundo
Ichigo Kurosaki, Uryū Ishida y Yasutora Sado llegan a los túneles subterráneos de Hueco Mundo tras atravesar la Garganta, custodiados por dos Arrancar llamados Iceringer y Demora, que son derrotados con facilidad por Ishida y Chad respectivamente. Tras alcanzar la superficie con dificultad se encuentran con tres extraños arrancar, una niña llamada Nel y sus compañeros Pesche Guatiche y Dondochakka Bilstin. Pronto traban amistad y se encaminan juntos a Las Noches.
En su camino son detenidos por el guardián de la arena, Lunuganga. El hollow parece intocable debido a su habilidad de regenerarse por estar hecho de arena pero Rukia Kuchiki, que va acompañada de Renji Abarai, lo derrota con su shikai, ya que Lunuganga es débil al agua y el hielo. Tras reprender a Ichigo por actuar en solitario, los compañeros abren un hueco en el muro de Las Noches y entran. Tras pasar a una habitación con varias puertas de entrada, deciden separarse pero antes hacen un juramento de volver a encontrarse todos allí sanos y salvos. Ichigo es seguido por Nel y termina en el Nido de los Tres Cifras, donde debe enfrentarse al Arrancar 103 y Privaron Espada Dordonii Alessandro del Socacchio.
Tras ser derrotado su shikai por la liberación de Dordoni (Giralda) Ichigo usa su bankai y su máscara visored -ante el desafío del arrancar y tras ver a Nel en peligro- para derrotar a su adversario de un solo golpe. Ichigo y Nel abandonan el lugar con la gratitud de Dordoni, que detiene a los Caballeros Exequias a costa de su vida.
Ichigo Kurosaki y Nel prosiguen a pesar de la derrota de Yasutora Sado por el Quinto Espada Nnoitra Gilga hasta que Ulquiorra Cifer le sale al encuentro. Tras provocarlo al mencionar la supuesta muerte de Rukia Kuchiki y rebelarle que fue él quien secuestro a Orihime Inoue, Ichigo usa nuevamente su bankai y su máscara para derrotar a Ulquiorra, pero su Kuroi Getsuga Tenshō resulta ineficaz y el shinigami es derrotado fácilmente por Ulquiorra, quien le muestra su rango de Cuarto Espada antes de hundirle la mano en el pecho y dejarlo a su suerte. Ichigo permanece agonizante hasta que el Sexto Espada Grimmjow Jaegerjaquez trae a Inoue Orihime con él, a quien saco a la fuerza de sus estancias para hacerla curar a Ichigo y mantener un combate.
A pesar de que Ulquiorra trata de detenerlo, Grimmjow lo encierra con su Caja Negación. Si bien al principio se muestra renuente, Orihime acaba curando a Ichigo y a Grimmjow (herido en su choque con Ulquiorra). Sanadas las heridas de los dos contendientes el combate comienza finalmente.
Ichigo pelea contra Grimmjow
La batalla gana intensidad, Ichigo usa su bankai primero y su máscara visored después mientras Grimmjow usa ataques tan devastadores como el Gran Rey Cero y libera su Zanpaku-tō (Pantera). El brutal enfrentamiento se mantiene igualado hasta que Ichigo recibe un golpe por proteger a Orihime y Nel. El combate sigue, pero Ichigo pierde concentración al notar el temor de Orihime ante su forma visored, sin embargo cuando parece perder, un grito de aliento de Orihime lo anima e Ichigo retoma el combate con decisión, destrozando incluso el ataque final de Grimmjow, Desgarrón y doblegando al Espada. Grimmjow aún quiere pelear pero es derribado por el Quinto Espada Nnoitra Gilga, que entabla combate con Ichigo mientras su Fracción Tesla apresa a Orihime.
Ichigo está demasiado debilitado y es torturado por Nnoitra, que también hace sufrir a Nel. Finalmente la niña se transforma en su forma adulta de Nel, Nelliel Tu Odelschwanck (antigua Tercera Espada) y rescata a Ichigo.
Nel demuestra ser claramente superior a Nnoitra e incluso le contrarresta su Cero mediante su técnica característica el Cero Doble, pero ante la insistencia de su enemigo Nel libera su Zanpakutō (Gamuza) doblega a Nnoitra de un solo golpe con su técnica (Lanzador Verde) sin embargo revierte a su forma infantil en el momento clave, cuando está a punto de rematar a Nnoitra.
Nnoitra aprovecha la situación y patea repetidas veces a Nel a pesar de estar en su forma infantil, finalmente pierde interés en Ichigo y deja que Tesla se dedique a torturarlo, mientras él retiene a Orihime. Cuando Tesla está a punto de acabar con la vida de Ichigo, Kenpachi Zaraki aparece al rescate, mata a Tesla de un solo golpe y entabla combate con Nnoitra mientras Orihime cura a Ichigo y a Nel.
Finalmente y tras un largo combate cuando Zaraki vence definitivamente a la forma liberada de Nnoitra (Santa Teresa) este le encomienda que regrese a Karakura con Orihime Inoue, Ichigo se resiste pero en ese momento aparece el Espada Coyote Starrk, que con desidia se lleva a Inoue ante la presencia de Aizen sin que Ichigo o Kenpachi puedan evitarlo. Sōsuke Aizen se comunica con todos los intrusos, los encierra en Hueco Mundo y se encamina a Karakura para destruirla y crear la Ōken, no obstante allí le esperan los Capitanes restantes de la Sociedad de Almas.

### Saga de los Cuentos Desconocidos de las Zanpakutō
Los eventos de esta saga no pertenecen al manga, por lo tanto no constituyen material "canon".

### Saga de la Batalla por Karakura
Ichigo Kurosaki no pierde su tiempo y decide ir hacia la quinta torre de Las Noches para salvar a Orihime Inoue. Al llegar a su destino se interponen varios Hollow y también los Caballeros Exequias pero estos son distraídos por Renji Abarai, Rukia Kuchiki y Yasutora Sado. Finalmente Ichigo llega a la torre donde se encuentran Orihime y Ulquiorra Cifer. Luego de que Ulquiorra aclara no tener órdenes directas de matar a Orihime, tanto él como Ichigo muestran sus Zanpaku-tō y comienza el combate. El combate se muestra bastante reñido para sorpresa de Ulquiorra, puesto que Ichigo no usa su máscara Hollow.
Luego de que Ichigo logra cortarlo, este le dice que es porque se ha vuelto más Hollow o él se ha vuelto más humano, esto causa que el Espada aumente el ritmo de la batalla al punto que Inoue debe proteger a Ichigo.Yammy interfiere en la pelea, causándole problemas a Ichigo, pero Ishida llega a interferir en la batalla. Luego de que Ishida sacara a Yammy de la pelea, Ichigo le pide que se lleve a Orihime más lejos posible, y la proteja con su cuerpo si la rinka no funciona. Momento que aprovecha para ponerse su máscara Visored y lanzar un feroz contraataque contra Ulquiorra quien presionado, decide ir a la cúpula de las Noches donde tras decirle a Ichigo que en ese lugar los Espada superiores (del 1 al 4) tienen prohibido realizar sus ‘‘resurrecciones’’, Ulquiorra libera su Zanpaku-tō (Encadena, Murciélago) cuyo Kanji se lee como "Gran Demonio Negro Alado".
Ulquiorra ataca a Ichigo y este se defiende usando un Getsuga Tenshō para parar el ataque. Ulquiorra le advierte que si no lo hubiera hecho habría muerto. Aun así Ichigo pierde parte de su máscara, Ulquiorra se vuelve a lanzar volando hacia Ichigo y este se lanza a Ulquiorra recomponiendo la máscara por el camino. Cuando sus armas chocan, Ulquiorra le pide a Ichigo que use su ataque más fuerte (Getsuga Tenshō) para demostrarle las diferencias de poder.
Ichigo usa el Getsuga y Ulquiorra lo aguanta sin demasiados problemas, en ese momento Ulquiorra usa su Cero en forma liberada "Cero Oscuras". A pesar de comprobar la enorme diferencia que hay entre ambos, un malherido Ichigo continúa desafiando al Espada, que utiliza suResurrección Segunda Etapa para hacerle entender, finalmente Orihime llega al lugar junto a Ishida justo cuando Ichigo recibe un Cero que le abre el pecho.
Mientras el Quincy intenta detener al Espada sin éxito y Orihime intenta ayudarlo desesperadamente, Ichigo logra levantarse al escuchar los gritos de su amiga, Ichigo utiliza el "Vortice del Caos" de su máscara Visored que lo transforma en una cadavérica máscara con cuernos, y grita sin control ante las preguntas de un extrañado Ulquiorra. No obstante es Ichigo quien lleva la delantera, repele con su propio Cero el de Ulquiorra y logra cercenarle un brazo sin que el arrancar se explique lo que pasa. Ulquiorra, no obstante, no se inmuta en lo más mínimo y regenera el brazo perdido explicando que de todos los Espada, él es el único capaz de regenerar instantáneamente cualquier parte de su cuerpo a excepción del cerebro u órganos internos. Entonces junta las manos y prepara su "Lanza del Relámpago", que dispara hacia el Ichigo transformado. Este no se inmuta, pero Ulquiorra falla el disparo, provocando que una inmensa explosión llene el techo del domo de Las Noches.
El Espada se dispone a lanzar otra vez el mismo ataque, pero tras lanzarlo Ichigo lo esquiva con facilidad usando el "Sonido" y luego le lanza el brazo del Espada, a lo que Ulquiorra lo destruye un tanto ofendido.
Justo cuando se dispone a apuñalar al nuevo Hollow, Ichigo para con la mano desnuda la Lanza Relámpago de Ulquiorra y la deshace para luego darle el golpe final al Espada, que cae rendido al suelo. Sintiéndose humillado por su derrota a manos de un humano convertido en Hollow, Ulquiorra deja que Ichigo le ponga el pie en la cara, mientras carga un último Cero que dispara sin piedad. La mitad inferior de Ulquiorra ha quedado desintegrada y ha salido volando por la explosión.
Ichigo se acerca a él y le coloca la Zanpakuto en el cuello, con la finalidad de rematarlo, es así que Ishida le sujeta la mano y le dice que si sigue así dejara de ser humano. Ichigo, quien parece no ser consciente de sus actos, ataca al quincy con su Tensa Zangetsu y lo atraviesa con la misma. Inoue queda asombrada y le pide desesperada a Kurosaki que se detenga, sin embargo este no reacciona, y únicamente se dedica a musitar: "Yo... te... salvaré", acto seguido decide lanzar un Cero en contra de Ishida, pero en ese momento Ulquiorra aparece por detrás suya, con parte de su cuerpo regenerado, y le corta un cuerno de su máscara Hollow con su Lanza Relámpago, liberándose la energía contenida y provocando una violenta explosión sobre la cabeza de Kurosaki.
Esta explosión destroza parte de la cabeza de la máscara de Ichigo quien cae al suelo, instantes después el hueco de su pecho se cierra y su pelo empieza a recogerse, se despierta confuso sin recordar lo que ha pasado, Ulquiorra quita la espada del pecho de Ishida y se la lanza diciéndole que si no le mata ahora nunca acabara la pelea. Ichigo se niega diciendo que no es un combate justo que Ulquiorra combata en su estado y el este bien, y dice que no peleara a menos que le falte una pierna y un brazo. Ulquiorra accede a su petición pero súbitamente su ala empieza a transformarse en ceniza. Ulquiorra admite que su regeneración era una falta ya que no podía regenerar órganos internos, antes de desaparecer Ulquiorra se gira hacia Inoue y le pregunta a esta "¿Me tienes miedo mujer?" mientras extiende la mano, ella le responde "No" extendiendo la suya pero cuando finalmente se van a encontrar la mano de Ulquiorra desaparece junto con él por completo...
Tras dejar a Orihime con Ishida para que cure sus heridas, Ichigo desciende a la parte baja de "Las Noches" justo a tiempo para salvar a Rukia de Yammy. El shinigami consigue alejar al descomunal espada de la zona donde se encuentra sus compañeros para luego propinarle un brutal golpe usando los poderes de su máscara (que al parecer tanto su forma como su poder han cambiado).
Yammy al parecer no sufrió mucho daño y ataca a Ichigo, y este se sorprende al comprobar que no puede utilizar los poderes de su máscara, en eso aparece Byakuya y Zaraki que acuden a ayudarlo; mientras el capitán de la Undécima división pelea con el espada, Byakuya le dice a Ichigo que regrese al Mundo Humano para ayudar a los demás shinigami, en lo que en ese mismo instante aparece Mayuri Kurotsuchi para reabrir la garganta y que Ichigo regrese, luego de algunos comentarios, que no fueron del agrado del científico, Ichigo junto a Retsu Unohona parten en dirección a Karakura.
Ichigo llega a Falsa Karakura
Durante el camino a través de la Garganta, la capitana avisa a Ichigo que es el único ser existente que puede derrotar a Aizen ya que todos los capitanes, sus subordinados y todo posible enemigo ha sido testigo de sushikai, a lo que Ichigo se pone más decidido; mientras el camino se alarga la capitana pide a Ichigo ir al frente, inmediatamente el camino se vuelve mucho más pulcro y "lindo", cosa que Ichigo nota y la capitana responde que es porque actualmente debido a sus estado Ichigo tiene el flujo de reiatsu "descuidado y obstruido" lo cual hace el camino se vea de esa manera.
Ichigo refuta diciéndole que su poder actual no se encuentra a su máxima capacidad y para probarlo le enseña los restos de su shihakusho (es la ropa que usa cuando cambia a su forma bankai), explicándole que su poder se nota en el estado actual de su bankai; mientras Ichigo sigue explicándole a la capitana, esta se queda estupefacta al saber que en todo este tiempo el Shinigami solo se encontraba a la mitad de su capacidad, que de por sí ya está al nivel de un capitán por lo mismo Unohona decide ir detrás de Ichigo para poder restablecer su reiatsu mientras siguen avanzando.
Ichigo se Lanza contra Aizen
En definitiva, concluye y aparece por detrás de Aizen dispuesto a acabar todo en un solo golpe. Por tal motivo lanza su golpe a la altura del cuello de Aizen, aun así, este bloquea el ataque afirmando que no entraría en una batalla sin aplicar defensa en ese sitio. A continuación, Ichigo coloca su máscara, pero ni siquiera en esas condiciones logra hacerle frente a Aizen.
Luego, este trata de convencerlo de que la lucha contra él es vano, puesto que no comprende las razones por las que está dispuesto a atacarle. Komamura interviene diciéndole a Ichigo que no escuche sus palabras, al tiempo que todos los miembros del Gotei 13 y Visored que están en la zona se acercan a proteger a Ichigo y que este último no vea el shikai de Aizen.
Isshin llega a Karakura
Luego de que Aizen intenta escapar de Yamamoto, Ichigo con su máscara Hollow está esperando a Aizen. Ichigo logra asestarle su Getsuga Tensho cortándolo por debajo del hombro izquierdo, pero Aizen deteniendo los ataques de su adversario cuenta que ya no tendrá más aberturas. A la vez cura su herida y sobre el dicho de Ichigo de que esto ha sido gracias a la Regeneración Instantánea de los Hollows, Aizen ríe señalando que él no se convertiría en Hollow. Al momento descubre su pecho mostrando en su centro al Hougyoku y comenta a Ichigo que es sorprendente como había crecido su reiatsu, tal como el lo había planeado y que en sus batallas con Ishida (despierta su poder Shinigami), Renji (aprende la habilidad de su Zanpakuto), Zaraki (Da un paso más al desarrollo de su Bankai), Byakuya (Se acerca a su forma Hollow), Grimmjow (Domina su forma Hollow) y Ulquiorra (gana aún más fuerza) han estado todo el tiempo en la palma de su mano.
Ichigo no se cree las palabras de Aizen, por lo que Aizen sigue dando detalles acerca de todas las batallas que ha pasado Ichigo, insinuando que todas han sido impulsadas gracias a él, explicando que Ichigo es buen material para llevar a cabo sus investigaciones. Ichigo intenta atacarlo, pero Aizen detiene a Zangetsu con su mano desnuda, y le revela que lo ha estado observando desde el día de su concepción porque Ichigo tiene una existencia única, y cuando está a punto de revelar esa cuestión, Isshin Kurosaki se interpone entre ambos, revelando así a Ichigo que es un Shinigami y callando a Aizen.
Ichigo lucha contra Gin
Ichigo es golpeado por Isshin que le dice que responderá sus preguntas luego a cual ichigo responde que no hará preguntas que cuando su padre se sienta apto para contarle lo sucedido el lo escuchará. Ichigo va en contra de Ichimaru que libera su Bankai e Isshin manda a volar contra los edificios a Aizen con uno de sus dedos.
Al empezar la batalla con Gin este le dice que su bankai se estira hasta los 13 kilómetros, Gin estira su espada e Ichigo la bloquea. Cuando empiezan a hablar nuevamente Ichigo se percata de que la espada de Gin ha vuelto a su estado original en un abrir y cerrar de ojos. En ese momento Ichigo le dice que su espada no se concentra en la longitud, sino en la velocidad de los cambios de longitud de la espada, a lo que Gin le responde que es cierto que su espada no es la más larga, sino la más rápida.
Ichigo comienza su entrenamiento
Tras eso, y para demostrarle a Ichigo la velocidad que puede alcanzar su bankai, da una palmada y le pregunta a Ichigo cuanto ha tardado en alcanzarle, para revelar que su bankai se mueve a 500 veces esa velocidad.
Más adelante, al contemplar la derrota de Kisuke Urahara , Yoruichi Shihōin y de su propio padre, Isshin Kurosaki, a manos de Aizen se desmoraliza, y ve impotente como este último se dirige hacia Karakura junto con Gin. Isshin le devuelve las ganas de luchar, y le dice que ellos protegerán Karakura. Dicho esto, abre una Senkai. Una vez en el Dangai, Isshin se da cuenta de que el Seimichiō ya no se halla en el Dangai, y sospecha que Aizen lo destruyó. Entonces, decide que en aquel lugar podrá enseñar a Ichigo a utilizar el Getsuga Tensho Final, y es entonces cuando sella las paredes del Dangai para que ichigo pueda meditar tranquilamente.
Ichigo Recibiendo a Tensa Zangetsu
Una vez en su mundo interior, se encuentra con que Tensa Zangetsu le ataca sin motivo aparente. Durante la lucha, Tensa Zangetsu le hace ver que su mundo ha cambiado, pasando a ser una copia de Karakura y que en vez de llover, todo se halla sumergido bajo el agua. En ese momento, Tensa Zangetsu atraviesa el pecho de Ichigo con su mano, diciendo que va a sacar de él la fuente de su desesperación.
Esta resulta ser Hollow Ichigo que se muestra con la forma hollowificada que tomó Ichigo durante su lucha contra Ulquiorra, pero sin perder el control. Al principio Ichigo no lo reconoce, pero Hollow Ichigo demuestra ser capaz de controlarse quitándose la máscara que le cubría el rostro. Entonces Tensa Zangetsu le dice que ese es su miedo. Ichigo teme que si lucha, Hollow Ichigo tome el control de su cuerpo y se transforme, atacando sin atender a razones.
Ichigo no recuerda haber tomado esa forma, razón por la cual se muestra sorprendido al oír de Tensa Zangetsu que tomó en esa forma y derrotó a Ulquiorra. Ichigo, aún sorprendido, le pregunta a Tensa Zangetsu si debe luchar contra Hollow Ichigo de nuevo, a lo que el espíritu responde que no a él, si no a ambos. Tras decir esto, Tensa Zangetsu y Hollow Ichigo se fusionan en un nuevo ser, que se identifica como el poder de Ichigo y se lanza al ataque.
El poder de Tensa Zangetsu es abrumador, suficiente para mandar a Ichigo volando hacia un edificio. Ichigo se levanta, lo que provocó Tensa Zangetsu señalar que Ichigo sigue sin darse por vencido. Ichigo responde diciendo que no abandonaría hasta que Tensa Zangetsu le enseñe el Getsuga Tensho Final, sin embargo Tensa Zangetsu dice que no tiene la intención y se abalanza a Ichigo.Ichigo considera las acciones de Tensa Zangetsu. Si hubiera querido derrotarlo, fácilmente lo podría haber hecho y si no quieren enseñarle la técnica, ¿Por qué no salir y esconderse en alguna parte?, Ichigo se pregunta por qué solo siente tristeza en la hoja de Tensa Zangetsu.
Los dos siguen su lucha y Tensa Zangetsu ataca a Ichigo, Ichigo arroja su espada a un lado y permite que su oponente lo atraviese. Ichigo le dice a Tensa Zangetsu que no le duele. Entonces Tensa Zangetsu comienza a llorar , y Ichigo le pregunta por qué. Tensa Zangetsu responde que si recuerda lo que dijo antes, "Lo que tu quieres proteger, no es lo que yo quiero proteger", y le dice que lo que el quería proteger era a Ichigo. Ichigo se pregunta qué significa esto. Tensa Zangetsu le dice a Ichigo que la respuesta vendrá junto con los elementos esenciales de la técnica y le da una advertencia.a continuación se despide de Ichigo.
Transcurrido un tiempo, se ve a Ichigo, aún meditando en el Dangai, sangrando por la boca, mientras Isshin se pregunta cuanto más va a tardar, dado que se está quedando sin energías.
Ichigo enfrenta a Aizen en la Ciudad Karakura.
Justo cuando Aizen se dispone a dar el golpe de gracia a Rangiku Matsumoto, que está llorando por Gin, Ichigo llega cargando a su padre, que esta inconsciente, a la Ciudad de Karakura. Aizen entonces se vuelve hacia Ichigo, que ahora tiene la cadena de Tensa Zangetsu atada alrededor de su brazo derecho que a su vez porta una especie de guante y la guardia de la espada se ve modificada, siendo ahora más grande, probablemente a consecuencia de su entrenamiento en el Dangai.
Ichigo coloca a su padre en el suelo y le da las gracias, mientras que Tatsuki y Keigo se quedan sin habla por la nueva apariencia de Ichigo. Keigo llega a notar que se ha vuelto más alto (sin mencionar que le ha crecido el cabello, posiblemente también a consecuencia de su entrenamiento). Tras esto, Ichigo se da preocupa por sus hermanas, para ver si están bien, y a continuación también se da la vuelta para hablarle a sus amigos y decirles que no se muevan y se queden ahí.
En ese momento Tatsuki nota que no siente nada en Ichigo (refiriéndose al reiatsu), ya que desde Aizen siente un poder descomunal pero nada de Ichigo. Aizen le pregunta si de verdad es Ichigo, pero él le ignora y se centra en el cuerpo del moribundo Gin, que tiene a una Matsumoto sumida en lágrimas a su lado.
Ichigo se lleva a Aizen fuera de Karakura
Entonces se dirige a Aizen y le pregunta que a que se refiere con que si en verdad es el. Aizen le dice que si realmente es él, esta decepcionado, ya que al igual que Tatsuki no siente ni un mínimo de reiatsu, y que aunque lo estuviese ocultando, es imposible que no se sienta ni un ápice, por lo que le dice que ha fallado en evolucionar y que no ha aprovechado la última oportunidad que le dio.
Ichigo al oír esto, dirige su mirada hacia el cuerpo inerte de Gin y este antes de morir dirige su mirada hacia Ichigo y recuerda como eran las miradas de Ichigo antes y se dice a sí mismo que esa es una mirada fuerte, y que ahora podía irse y dejarle el resto a Ichigo. Aizen le va a hablar, pero Ichigo le interrumpe y le dice que cambien el lugar de la pelea, a lo que Aizen responde que sus palabras no tienen sentido ya que solo alguien capaz de pelear con el podría decir eso, y cuando se disponía a decirle que no podría causar ningún daño, sorprendentemente Ichigo agarra a Aizen por el rostro y de súbito se lo lleva fuera de Karakura a una velocidad nunca antes vista, y de la que el propio Aizen se queda atónito.
Ichigo detiene la Zanpakuto de Aizen con la mano
A continuación Ichigo lo arroja con fuerza hacia el suelo y mientras Aizen se levanta aún sorprendido y con una herida en la frente por la fuerza con la que Ichigo lo agarró, este le dice que comiencen, y que acabará con él en un instante, mientras Aizen lo mira furioso.
Ichigo destruye el Kurohitsugi de Aizen
Después se ve el inicio del enfrentamiento contra Aizen, este le dice que " desechó" su reiatsu para convertirlo totalmente en fuerza bruta. Aizen enfurecido ataca a Ichigo con su espada, y este la bloquea con su mano desnuda, este se dispone a realizar Hadou 90, "Kurohitsugi" o Ataúd negro, Ichigo destruye el hado y asesta el primer golpe a Aizen.
Ichigo asesta al primer golpe
Después de golpear a Aizen, le dice que es extraño que se aleje de él, ya que fue Aizen el que le preguntó a Ichigo porqué mantenía las distancias con él, siendo Aizen ahora el que está alejado de Ichigo, y este le pregunta la razón. Aizen le pregunta si está feliz de haber parado su espada, de haber destruido su Kidoh, y de haberle herido, gritándole furioso a Ichigo que deje de ser tan arrogante, y, ante los ojos de Ichigo, Aizen adopta una nueva y grotesca apariencia, diciendo que él
Hogyoku no permitirá a Aizen ser derrotado por un humano, disparando a continuación un cero a Ichigo. Ichigo resiste el cero, aunque con el brazo izquierdo herido, siendo inmediatamente atacado por Aizen, que lo manda a volar para después agarrarlo del cuello, preguntándole a Ichigo si puede oírle, diciéndole que Ichigo una vez pudo destruir la barrera entre los Shinigami y los Hollows, y que llegó a ser trascendental, pero que ahora ha perdido los poderes que una vez tuvo, y que no es más que una sombra de lo que fue, y que no merece la pena tomarlo en serio, y cuando Aizen se disponía a acabar con Ichigo, este le pregunta si eso es lo único que tiene, liberándose fácilmente de Aizen, preparado para mostrarle el Getsuga Tensho final.
Ichigo finalmente usa el Getsuga Tenshō Definitivo con el objetivo de acabar con Aizen, no sin antes revelar que al utilizar la técnica perderá todos sus poderes de Shinigami (a modo de flashback también se explica que esa era la razón por la cual Tensa Zangetsu se había mostrado tan hostil en su entrenamiento en el Dangai: no quería enseñarle el Getsuga Tenshō Definitivo para protegerle). Pese a ello, Ichigo se decide a emplear la técnica definitiva contra Aizen. Para ello, el mismo Ichigo se transforma a sí mismo en Getsuga. Su pelo (ahora negro) se alarga hasta llegar a la altura de su cintura y unos vendajes envuelven su torso y su rostro hasta la altura de los ojos. Al utilizar la técnica (llamada Mugetsu) ante un Aizen desesperado e incapaz de concebir que un humano pueda estar en una dimensión por encima de la suya, un gigantesco estallido de reiatsu negro cubre el cielo de oscuridad.
Después de usar Mugetsu, las bandas que cubrían la cara de Ichigo comienzan a desaparecer, mientras Aizen cae desde el cielo sin esa extraña máscara que portaba el capítulo pasado. Ichigo se encuentra preocupado, Aizen vuelve a regenerarse una vez más. Los poderes shinigami de Ichigo desaparecen y recupera su cabello naranja. Ichigo se arrodilla, siente como sus poderes desaparecen, mientras Aizen se levanta, orgulloso de su actual victoria, se da cuenta de que su zanpakutou se desvanece y dice "Kurosaki Ichigo, mira, mi zanpakutou está desapareciendo. Sabes lo que eso significa."
El ojo derecho de Aizen es blanco, mientras el izquierdo continúa siendo el de un hollow. Desde la boca, comienza a convertirse en un hollow.. "¡El Hougyoku ha determinado que no necesito una zanpakutou! Es justamente como tú, quién te has convertido uno solo con tu zanpakutou. Te he sobrepasado, a ti que has perdido todos tus poderes y me elevaré aún más alto de lo que tú lo hiciste.. ¡Este es el final! ¡Kurosaki Ichigo!" Justo en ese momento, una luz aparece arriba del hueco que se encuentra en el pecho de Aizen.. Aizen está confundido, no sabe cómo ha pasado esto, justo en ese momento aparece Urahara.
Ichigo se despide de Rukia
Ya una vez sellado Aizen Ichigo habla con urahara de la voluntad del Hougyoku diciéndole que tal vez Aizen decidió que la Hougyoku le quitara su zanpakuto y que tal vez lo único que quería era un rival a su altura la conversación es interrumpida por los amigos de Ichigo que han vuelto de hueco mundo; pero de repente Ichigo cae al suelo por un gran dolor.
10 días después de la batalla con Aizen; Ichigo se despierta en su habitación rodeado de sus amigos, Rukia le dice que su dolor fue causado al perder sus poderes de shinigami, después, Rukia empieza a desaparecer a los ojos de Ichigo estos se despiden mientras ella va desapareciendo del todo, no sin antes darle las gracias.

### Saga de la Invasión Armada al Gotei 13
Los sucesos ocurridos en esta saga no pertenecen al manga, por lo que no constituyen material "canon".

### Saga del Agente Perdido
Ichigo le devuelve su bolso a Kugo
Pasados unos 17 meses desde su batalla con Aizen, Ichigo de diecisiete años ya es un estudiante de la preparatoria Karakura normal, la nueva vida de Ichigo es una en la que ya no ve almas, una vida tranquila, como siempre la quiso.
Después de las clases, Ichigo regresa a su casa y en eso se topa con un tipo que persigue a un ladrón, el cual le había quitado el maletín. Ichigo reacciona y atrapa al ladrón, dando señal de que su cuerpo a pesar de haber perdido sus poderes shinigami, ha adquirido reflejos y habilidades superiores a las de una persona normal. Luego entrega el maletín al tipo que lo estaba persiguiendo y este busca recompensarlo pero Ichigo lo rechaza, la sorpresa es cuando del maletín del joven cae una placa igual a la que tiene Ichigo como shinigami sustituto, al parecer este tipo conoce a Ichigo.
Ishida e Ichigo derrotan a Obuta
Al siguiente día, caduca el contrato del Club de Baloncesto que tenía Ichigo y todos los clubes intentan contratarlo, pero solo el Club de Fútbol lo logra dándole una suma de dinero desconocida. Los del club le piden a Ichigo que entrene con ellos, pero antes de que pudiera hacer algo, Ichigo recuerda que tiene que llamar a su jefe, el cual, después de llamarlo se enfada mucho con él y le dice que si no se presentaba ese mismo día, sería despedido.
Ikumi Unagiya Derrota a la pandilla
Cuando Ichigo se disponía a salir, en la salida de la escuela se encontraba un grupo de matones quienes buscaban a Ichigo por haber golpeado a uno de su pandilla (el ladrón del bolso), Ichigo mira desde lejos a estos tipos y de repente se presenta ishida diciendo que pertuban la paz en la escuela y reta a los de la pandilla.
Ichigo se une a Uryu y comienzan a luchar con todo el grupo, pero justo llega una persona; era la jefa de Ichigo, Ikumi Unagiya, quién ata a Ichigo y luego lo mete a su camioneta.
Luego, lo lleva a la oficina y le dicta toda una lista de tareas, pero Ichigo le dice que porque no las hace ella, pero le dice que siempre esta ocupada, que por eso lo contrato a él. En ese momento aparece el hijo de Ikumi, Kaoru Unagiya que no se lleva muy bien con Ichigo.
Ichigo es Atado por Ikumi
Luego de que Kaoru se retirara de la oficina, alguien toca a la puerta; Ikumi abre la puerta, se trataba del mismo tipo a quien le había rescatado el bolso. Venía con un plato en las manos y le dice a Ichigo que si quiere un poco de ramen, a lo que Ichigo responde que es una tienda de anguilas con mucha intriga sobre ese hombre. El hombre se sienta y comienza a comer ramen, Ichigo, desconcertado, le pregunta que hace allí.
El hombre le responde que ha venido porque tenía muchas tareas molestas y como vio el cartel, entró y que solo fue coincidencia que se encontrara de nuevo con él. Ichigo le responde diciéndole que acaso siempre lleva un plato de ramen cuando va caminando por ahí. El hombre le dice que es porque le gusta, entonces Ichigo le dice que eso es estúpido, que si a uno le gusta el chocolate, no va comiéndolo por ahí. El hombre le pregunta que si le gusta el chocolate, pero Ichigo le dice que no intente cambiar el tema. Luego, el hombre saca una foto, en la cual, aparece Isshin Kurosaki.
El hombre le dice que anda buscando información sobre este tipo (Isshin Kurosaki), e Ichigo rápidamente se levanta y le dice que él es su padre que si quiere saber algo sobre él, este le dirá lo que sea. El hombre lo mira y le dice si dijo "lo que sea" y luego le dice a Ichigo que hay cosas sobre su familia que él no sabe.
Ichigo pregunta que qué quiere decir, a lo que el hombre contesta que no es nada difícil de entender. El hombre vuelve a preguntarle a Ichigo cuanto sabe de su familia, y que si hay algo que desee saber, y justo cuando iba a contarle a Ichigo algo al respecto, es interrumpido por la jefa de Ichigo, Ikumi, diciéndole qué cogerá la foto ahora, pero que la tienda está cerrada por ese día, pidiéndole qué se vaya.
El hombre menciona que eso es bastante repentino, para después pregunta si acepta su pedido. Ikumi contesta que le llamará después de examinarlo y de decidir si lo toma o lo deja. Cuando se disponía a marcharse, le dice a Ichigo que se pase por la tienda de Urahara, ya que podrá ver algo interesante. Ichigo le hace caso, llegando justo a tiempo de ver a Karin salir de la tienda, preguntándose la razón de esto, y si debería preocuparle este hecho.
Kugo advirtiéndole a Ichigo sobre Urahara
Repentinamente, aparece de nuevo el hombre misterioso, contestandole que sí debería preocuparle el hecho de que su hermana visite a menudo a un tipo sospechoso como Urahara. Ichigo iba a replicar que Urahara les ayudó, pero es el hombre el que completa la frase. Después, le pregunta a Ichigo cuanto cree saber acerca de Urahara, para luego advertirle a Ichigo qué tome precauciones ahora que puede, y qué si quiere proteger a su familia, que lo haga. Ichigo le pregunta por su nombre. El hombre contesta que su nombre es Ginjo Kūgo.
Ichigo va hacia la tienda de Urahara y se encuentra con que Karin va saliendo de esta; Ichigo se pregunta que, que es lo que estará haciendo ahí y de por atrás aparece Ginjo, quien le dice que le dirá todo, pero Ichigo dice que no se confunda, que no confía en él, pero Ginjo le dice que de todos modos le va a dar algo, por si acaso.
Luego, Ichigo llega a su casa y es recibido por Yuzu, quién, alegremente, le dice que en su primer examen ha sacado un 95. Ichigo la felicita y le dice que se lo vaya a mostrar a su padre, y que hablando de él, le pregunta si sabe donde está, pero Yuzu, sorprendida por lo alegre que se puso Ichigo, le responde que no sabe donde esta e Ichigo dice que no importa y que estará en su habitación por si algo ocurre; entonces Yuzu lo llama, pero luego le dice que no es nada.
Cuando Ichigo llega a su habitación, tira su bolso a la cama y comienza a preguntarse donde estará Isshin, que no está cuando lo necesitan, y luego afirma que si tuviera poderes de shinigami, podría sentir su reiatsu, pero luego, niega lo que dijo. En ese momento, un grito entra desde la ventana llamando a Ichigo, era Rury, quién estaba vendiendo pan. Ichigo la hace pasar a su habitación, Esmeralda le muestra toda una cesta llena de pan, pero Ichigo le responde diciendo que no puede comerse todo
Ichigo observando la tarjeta de Xcution
eso y que sacara lo que necesite, luego se da cuenta de que Orihime ha estado muy inquieta desde que entró a la habitación y él le pregunta a que se debe; Esmeralda le dice que nunca había entrado sola a su habitación y luego pregunta que si ha pasado algo raro últimamente, Ichigo responde que no ha pasado nada, luego se acuerda de que le había prestado un manga, y se levanta a buscarlo para devolvérselo. Luego, se ve a Ichigo sacando una tarjeta de crédito de un cajón de su mueble, después de que la ha sacado, escucha algo y va hacia la ventana para verlo, botando la tarjeta en la que estaba escrito "Welcome to our X-cution.
Ichigo visita Uryū en el hospital.
Después de que Uryu fuese derrotado y llegase al hospital, Orihime llama y entera de la situación a Ichigo el cual al llegar no es muy bien recibido por el quincy, después de una corta plática, Ryuken se ofrece a llevar a casa a Orihime e Ichigo se va corriendo a casa. Sin más remedio ni opción, Ichigo llama al número que se encontraba en la tarjeta, el cual parecía ser de algún tipo de organización llamada Xcution.
Luego de ello, se da a conocer que quién atacó a Uryu no fue un Hollow, ni un Shinigami, ni mucho menos algo humano. Solo se sabe que quién lo hizo tenía un reiatsu similar al de Orihime y Chad. Al llamar al número, se le piden una serie de cosas que debía hacer para poder contactarse con Kugo. Al hacerlo, este le dice que se encuentren en la ciudad Naruki.
En la escuela, Ichigo es llamado por Orihime, quién le pregunta que si acaso sabe algo de Yasutora Sado, en lo que Ichigo le responde, diciendo que no lo ha visto últimamente; en eso, Orihime le dice que si quiere acompañarla a visitar a Sado, pero Ichigo le dice que está ocupado. Como fue dicho, Ichigo llega a la Ciudad Naruki, justo en donde le dijo y en ese momento, aparece Kugo, quien lo invita a pasar a un edificio de departamentos sucio.
Al llegar, le pide que deslize la tarjeta que le dio sobre el lector y al hacerlo, se abre la puerta, revelando la base de Xcution. En eso, Kugo le explica a Ichigo que su propósito es el de recuperar sus poderes de shinigami.
Ichigo se sorprende por lo dicho, pero Kugo le dice que se calme y lo invita a tomar asiento. Luego de esto, le ofrece un trago al cual ichigo se niega a tomar dado que no es mayor de 18 aún, entonces opta por darle un zumo de naranja, y le explica que todos los de Xcution nacieron con una habilidad especial, la de controlar el alma de los objetos, demostrándole que todos los objetos están hechos para la satisfacción de la gente y que con experiencia se pueden controlar o cambiar a conveniencia. Le muestra como mueve el trago que le había ofrecido y transforma su collar en una gran espada. Justo después de esto, Riruka entra, y para sorpresa de Ichigo, Yasutora Sado la acompañaba.
Ichigo al ver a Yasutora Sado se impresiona y a la vez se enoja por el motivo mismo de que se había desaparecido lo empieza a regañar de que porque no va a la escuela, "todos están muy preocupados por ti" al tiempo Kugo le dice que se calme aunque Ichigo no lo hace y le pide a Kugo que se lo explíque, otra vez le pide que se calme, y que se lo explicaría todo. Al momento Riruka pregunta que si se conocián, entonces les pregunta a todos, al caso de que todos lo sabián exceptuandola a ella es entonces cuando les pregunta que si la otra persona (refiriéndose a Ichigo) es Kurosaki Ichigo, luego quiere prender las luces (ya que todo estaba oscuro) pero Kugo la detiene y les dice a todos que iría al grano y envaina su espada a petición de uno de sus compañeros.
Kugo le empieza a explicar a Ichigo acerca de como se crean los huecos en los corazones de los Hollows la razón es que sienten dolor por no ser salvados por un Shinigami, el corazón perdido se convierte en sus máscaras, Kugo le dice a Ichigo: que cada uno de los compañeros de Ginjo, sus progenitores han sido atacados por hollows antes de que nacieran, parte de los restos de los poderes del hollow seguían en los cuerpos de sus madres y les fueron transmitidos cuando nacieron, estos poderes son más cercanos a los de los hollows que a los de los shinigami por esta misma razón no les gustan, a lo que le dice a Ichigo que debería comprender sus sentimientos ya que el alguna vez tuvo esos mismos poderes, su propósito es borrar este desagradable poder dentro de ellos, los poderes que tienen son exactamente lo opuesto a ellos mismos en otras palabras si encuentran a alguien que posea tanto poderes de humano como de shinigami pueden transmitirles sus habilidades diciendo que Ichigo no es el primero nacido de un shinigami y un humano.
Traspasando las habilidades de esa persona un número de sus antiguos aliados pudieron recuperar su humanidad. Chad es otro que localizaron que comprende los sentimientos de Kugo y los demás, dijo que participaría si eso hacía a Ichigo recuperar sus poderes ya que el no ha podido mirar a Ichigo a los ojos desde que perdió sus poderes, entonces, Ichigo con tal de poder volver a proteger acepta.
Cuando este acepta, Riruka ilumína con una linterna a Ichigo y dice que Ichigo es muy guapo y cae al suelo impactada por la apariencia de Ichigo. Este le pregunta si se encuentra bien y Riruka contesta que no lo está y se sonroja. Después de esta reunión, Ichigo regresa a su casa, tranquilizando a sus dos preocupadas hermanas, diciéndoles que se vayan a dormir.
Ichigo regresa a Xcution
Al día siguiente, Ichigo regresa al cuartel de X-cution, preguntando molesto por qué están en el mismo lugar que el día anterior, ya que, para su entrenamiento para recuperar sus poderes de shinigami, esperaba un lugar más amplio. En ese momento, aparece Riruka cargando una casa de muñecas, exclamando que entrenarán en un lugar más grande. Ichigo le pregunta por qué siempre llega tarde, a lo que ella responde gritando que tiene muchas cosas que hacer. Después de discutír comicamente con Yukio, Riruka insta a Ichigo a que se dé prisa.
Ichigo se pregunta que habrá hecho para que le grite a él, y cuando se disponía a acercarse, Riruka le dice que se espere, que está bien donde está. Riruka le pregunta a Ichigo si ve la casa que ha traído, y le dice que será una gran ventaja para el entrenamiento. Ichigo no sabe a lo que se refiere, y ella solo le responde que ya se enterará, aclarando que su Fullbring es la casa de muñecas, explicando que si cree que algo es bonito o interesante, puede introducír o sacar cosas a voluntad, lanzándole a Ichigo lo que parece ser una pequeña pegatína en forma de corazón, la cual se le pega en su sudadera, diciéndole a Ichigo que este es su pase.
Ichigo dentro de la Dollhouse de Riruka
A continuación, Riruka le dice a Ichigo que ya puede entrar, y cuando Ichigo se disponía a preguntar a que se refería, es arrastrado al interior de la casa de muñecas. Una vez dentro, sin haberse recuperado del todo de la sorpresa, se ve cara a cara con una especie de cerdo de peluche gigante.
A continuación, Riruka levanta el techo de la casa de muñecas preguntándole a Ichigo si le parece boníta, y cuando Ichigo comenzó a replicar preguntando que qué significaba esto, Riruka le dice que debe derrotar al cerdo de peluche. Ichigo se queda perplejo ante esta aclaración, por lo que Riruka se lo vuelve a repetir, debe derrotarlo ya que ese es su entrenamiento, y que no se preocupe, ya que no es muy poderoso, y que le será fácil derrotarlo si utilíza el Fullbring. En ese momento, el cerdo de peluche se dispone a atacar salvajemente a Ichigo.
Ichigo vs Mr. Pork
Ichigo ahora la lucha contra Mr. Pork en su "Modo Bestia Completa". Riruka, sorprendida por este nuevo suceso, le pregunta a Giriko qué fue lo que hizo. Giriko le dice a Riruka que ella fue quién le pidió su ayuda, a lo que Riruka responde que hay otras maneras de hacerlo.
En ese instante, Chad comenta que deberían centrarse en sacar a Ichigo fuera de la caja. Sin embargo, Giriko les dice que tiene un contador de tiempo establecido en el cuadro, y que Ichigo debe luchar contra Mr. Pork durante 30 minutos hasta que se le permíta salir. Si no lo hace, recibirá una represalia del "Dios del Tiempo", la cual es la incineración por las llamas del tiempo.
Giriko entonces revela su Fullbring, que es "El tiempo no perdona", un poder que no se debe subestimar puesto que jugar con el tiempo es muy aterrador. Mientras tanto, Ichigo continúa luchando contra Mr. Pork, cuyos poderes han aumentado. Logrando obtener una gran ventaja sobre Ichigo, este logra escabullirse y se pregunta como va a activar su fullbring con su placa de shingami sustituto. Chad le grita "¡Orgullo!" y a continuación le explica a Ichigo que su fullbring es su propia piel, que ha mantenido el orgullo de color de esta gracias a su abuelo, y que este todavía se encontraba en su corazón.
Él le dice a Ichigo que encuentre un momento en que sintió orgullo como un Shinigami, y que su corazón activará el Fullbring en la insignia. Ichigo piensa de nuevo, dándose cuenta de que han sido muchas veces cuando se ha sentido ese orgullo. Entonces se centra en varios momentos en que sintió orgullo como shinigami, y es entonces su placa comienza a activarse.
El Fullbring de Ichigo se activa
Ichigo se sorprende al darse cuenta de que su Fullbring ha tomado la forma de la esvástica de Tensa Zangetsu. Chad, Riruka y Mr Pork también se ven sorprendidos, pero Ginjo explica que, al igual que todas las peleas que ha tenido Ichigo hasta ahora han quedado esculpidas en su alma, también han quedado esculpidas en su insignia, ya que al tocar Ichigo su insignia después de cada pelea, esta esculpió los recuerdos del propio Ichigo en su propia alma, y que esta es la mayor fuerza para la gente que tiene experiencia en tantos combates, y, aunque Ichigo halla perdido su poder, su insignia aún lo recuerda.
Ichigo atacando a Mr. Pork
En ese momento, Mr Pork vuelve a atacar a Ichigo, pero este consigue esquivarlo mediante un salto, y mientras se encuentra en el aire, lanza su Fullbring contra Mr Pork, pero en cuanto lo lanzó, el Fullbring desapareció, regresando a su forma de insígnia y rebotando en la cabeza de Mr Pork. Ichigo recupera su insignia inmediatamente mientras piensa en como puede usar su Fullbring.
Cuando volvió a tocar su insignia, la esvástica de reiatsu reapareció, e Ichigo se dio cuenta de que su Fullbring solo permanece actívo si sostiene su insígnia, para después tratar de cortar con ella a Mr Pork, sin ningún efecto, por lo que deduce que su Fullbring no debe de tener ese tipo de poder. Mr Pork vuelve a atacarlo, e Ichigo lo bloquea girando su Fullbring diciendo que se puede utilizar como una esvástica de verdad.
En ese momento, Ichigo apoya su otra mano en su insignia, y esta comienza a reaccionar. Ichigo nota una sensación familiar, y piensa en lo vivo que se siente. Ginjo comenta que debe mantener la cabeza fría en una pelea, y que ahora, parece una persona totalmente diferente a la de antes, cuando parecía que no podía hacer nada. Ginjo se pregunta a sí mismo si este cambio en Ichigo se debe a su experiencia, o a su instinto, mientras contempla como de nuevo Ichigo se lanza al ataque. Ichigo se da cuenta de que la sensación que le transmite su Fullbring es la misma sensación que tenía cuando utilizaba el Getsuga Tensho. Riruka le grita que se detenga, pero Ichigo consigue lanzar contra Mr Pork una especie de Getsuga Tensho giratorio, el cual impacta en la cara de Mr Pork, derribandolo, sorprendiendo tanto a Chad como a Riruka.
Ichigo escucha la voz de Rukia desde su insignia
Ichigo contempla su insignia de Shinigami sustituto, mientras se dice a sí mismo que con esto podrá recuperar sus poderes de shinigami. A instancias de Ichigo, Riruka lo deja salir al estornudar sobre él. De vuelta a su tamaño normal, Ichigo se irrita por estar cubierto con saliva y mucosas en esto recibe una toalla de Kūgo. A medida que se seca, se da cuenta de que su Fullbring se desactiva y su insignia regresa a la normalidad. Ichigo brevemente oye una voz que viene de la insignia, que reconoce como Rukia y se pregunta qué está pasando.
Ichigo y Chad se apresuran a casa de Orihime
Ichigo escucha como el yakuza intenta extorsiona a Riruka. Preguntándole a Ichigo si ella lo obligó a ir allí también e Ichigo toma nota de que él se ve exactamente como el muñeco con el que estaba dentro. Ichigo le pregunta si se quedara para continuar entrenando, pero se dice que el Fullbring pone más tensión en el cuerpo del que se puede sentir. Kūgo le aconseja que no se presione ya que su cuerpo se caería en pedazos si continúa. Expresando que unos pocos días más sin sus poderes deben ser aceptables después de tanto tiempo.
Él promete que lo llamara cuando se haya recuperado. Cuando Ichigo yChad caminan a la casa de este último, Chad le dice a Ichigo que Orihime últimamente le ha traído sobras de pan de todos los días. Ichigo le dice que ella está preocupada por él y que debería llamarla. Cuando Chad se disponía a darle la mitad a Ichigo, se da cuenta de que algo anda mal con el reiatsu de Orihime y grita que algo le pasó.
Ichigo y Chad llegan al apartamento de Orihime
Ichigo intenta llamar a Orihime, pero Chad le dice que no, ya que podría distraerla y podría llevarla a su muerte si está luchando con alguien. Él dice que no puedo localizar la ubicación exacta de Orihime, pero Ichigo puede saber por la dirección a la que van que está en su apartamento. Ambos llegan para encontrar Orihime arrodillada frente a su puerta y le preguntan si está bien.
Orihime se toma el hombro, aparentemente distraída, pero se da cuenta de la presencia Chad e Ichigo y les pregunta por qué están allí. Escuchando su explicación, Orihime les dice que no pasó nada y que ella estaba con un amigo antes de entrar en su apartamento. Al salir, Ichigo le pregunta a Chad acerca de Orihime. Chad le dice que él probablemente sintió cosas equivocadas y le dice a Ichigo que no se preocupe.
Ichigo se cuestiona sobre Urahara
Al darse cuenta de que Chad y Orihime no le dirán nada, Ichigo llama a la sede de Xcution y pide a Kūgo dejarlo entrar cuando Ichigo llega, él explica la situación a Kūgo y Jackie, diciéndoles que él cree que Orihime fue atacada por el mismo hombre que atacó a Uryū. Kūgo y Jackie sospechan que es Tsukishima. Ichigo le pregunta quién es y Kūgo explica que Tsukishima es un Fullbringer y el exlíder de Xcution quien se le ocurrió la idea de darle sus poderes a un shinigami sustituto. Sin embargo, cuando lo hicieron, el mató al shinigami y luego desapareció.
Kūgo le muestra a Ichigo una insignia de shinigami sustituto y le dice que cree que Tsukishima quiere mantenerlo alejado de ellos, utilizando sus ataques a Uryū y Orihime para captar su atención. Él le dice a Ichigo que vaya a casa hasta que estén listos para la siguiente etapa del entrenamiento. Mientras caminaba por las calles, Ichigo ve a Isshin en un callejón y se esconde. El atestigua su reunión con Urahara y cuando se van, Ichigo contempla la advertencia de Kūgo acerca de Urahara, preguntándose si debería seguirlos, pero decide no hacerlo. Ichigo después vuelve a la guarida de Xcution donde Riruka lo coloca dentro de una pecera, para luchar contra Jackie Tristan, quien se presenta cuando activa su Fullbring.
Ichigo usando bringer Light para atacar a Jackie
Después de un intercambio de palabras entre ambos, Jackie activa su Fullbring, Dirty Boots (Botas sucias) y comienzan a pelear. Jackie le dice a Ichigo que es demasiado indisciplinado y no puede tomar su tiempo para entrar en una batalla. Jackie se frota las botas en el barro, aumentando su poder de ataque, y golpea a Ichigo en el agua. Ella explica sobre su Fullbring, antes de advertirle a Ichigo que como está en su cuerpo mortal, morirá si sigue recibiendo sus ataques con su cuerpo. Ichigo dispara un rayo de energía en ella, solo para que Jackie lo rompa fácilmente. Ichigo revela que conoce la debilidad de su ataque y utiliza Bringer Light (luz parpade ante)
Ichigo usando todo el poder de su Fullbring
para aumentar su velocidad y la ataca. Cuando Jackie le pregunta quien le enseñó a luchar, Ichigo le explica que lo básico lo aprendió de Urahara, pero el resto lo aprendió de sus batallas, con el paso del tiempo, diciendo que a pesar de que solo fue un shinigami por poco tiempo, es probable que el tenga más experiencia en batalla que cualquiera de los miembrosde Xcution.
El fullbring de Ichigo se descontrola
El Reiatsu de la insignia de Ichigo comienza a envolver su brazo derecho y empieza a cansarse, como resultado. Jackie dice que van a abortar el entrenamiento cuando el Fullbring Ichigo está fuera de control de una manera que nunca ha visto antes. Ichigo se mantiene firme en continuar.
Jackie le pide a Kūgo que traiga a Riruka para poner fin al entrenamiento, pero Ichigo de repente toma jackie con su fullbring y la estrella contra el suelo. El dice que su Fullbring no es descontrolado y siempre ha sido así. Él cree que esta es la forma de la insignia de decirle que se dé prisa en obtener sus poderes de Shinigami de nuevo. Creyendo que es demasiado peligroso continuar, Jackie decide detenerlo por la fuerza.
Durante su entrenamiento con Jackie Ichigo ha logrado evolucionar su Fullbring, el cual ahora le da un aspecto similar al de un Shinigami, con su brazo convertído en una especie de espada e incrementando su velocidad, y Chad mismo lo escribe que su fullbring lo cubre tal y como su bankai.
Ichigo ataca a Tsukishima
Justo en ese momento es interrumpido por Tsukishima quién lo extrae de la caja de muñecas, quien le confiesa ser quien atacó a sus amigos, Ichigo arremete contra el y comienza la batalla, pero en ese mismo momento interviene Chad, destruyendo parte del lugar, luego de esto Ichigo es superado por Tsukishima, más no obstante antes de que Ichigo reciba el golpe final Kugo intercepta el golpe de Tsukishima y comienza su batalla.
La batalla entre Kugo y Tsukishima hacen que destruyan casi toda la base de Xcution, más tarde Yukio utiliza su Fullbring para meter a Ichigo en una caja. Dentro del Fullbring de Yukio.
Yukio libera a Ichigo de su Fullbring
Ichigo le grita para que lo deje salir. Más tarde, en el escondite de respaldo de Xcution, Yukio libera a Ichigo preguntando qué pasó con Tsukishima, Kūgo le responde que ha huido por el momento.
Ichigo le pregunta a Kūgo que es lo que le preocupa, a lo cual el expresa que si Tsukishima quería hacerle daño a Xcution, podría haber continuado la batalla, pero parece que su objetivo era Ichigo. Kūgo le dice a Yukio que le ayude con el entrenamiento de Ichigo. Ichigo le pregunta si va a ser una batalla directa y Kūgo dice que es lo que parece funcionar mejor con él, indicando que él mismo luchará contra Ichigo.
Ichigo y Kūgo inician su entrenamiento
Yukio carga a Ichigo y Kūgo dentro de su consola. Al ver esto, Ichigo se da cuenta de que esto es lo que le sucedió antes en la azotea y Kūgo le explica sobre el Fullbring de Yukio.
Kūgo activa su Fullbring y dice que sería genial si hubiera reglas como en un juego de video. Ichigo le pregunta qué tipo de reglas y Kūgo le pide a Yukio que les dé seis puntos de vida a cada uno, instantáneamente seis cruces aparecen sobre sus cabezas. Kūgo le pregunta si necesita un tutorial pero Ichigo dice que lo entiende. Ichigo activa su Fullbring y comienzan su batalla.
Orihime llega dentro del mundo de juego de Yukio para encontrar a Ichigo tirado en el suelo, gravemente herido. Orihime le empieza a sanar e Ichigo adivina a que Chad fue quien la llamó. Chad llega y lo confirma, diciendo que sabía que Ichigo no quería que Orihime se viera envuelta en esto pero la necesitan. Chad luego se va a entrenar por su cuenta. Kūgo se impacienta y le pregunta a Ichigo si está listo para luchar de nuevo. Ichigo dice que sí y hacen caso omiso de la protesta de Orihime.
Ichigo es cortado por el Fullbring de Ginjo
Orihime bloquea el ataque de Kūgo con su habilidad de Shiten Kōshun, hiriendo a Kūgo en el proceso. Orihime le explica a un sorprendido Ichigo su nueva técnica y expresa que en los 17 meses que Ichigo estuvo sin poderes, ella y Chad sabían que iba a recuperar sus poderes, jurando que cuando lo hiciera, ellos estarían allí con él y no se quedarían atrás.
Orihime le dice que no se preocupe por ellos e Ichigo le da las gracias. Se levanta, con su Fullbring intacto de nuevo y le dice a Kūgo que continúen con el entrenamiento. Al retomar el combate, Ichigo piensa que la manera de comportarse de Ginjo se asemeja mucho a la de Gin Ichimaru.
Ichigo tras completar su Fullbring
Cuando ambos estaban lejos uno del otro, un ataque rápido de Ginjo deja ciego a Ichigo y entonces Orihime trata de intervenir de nuevo, pero Ginjo la detiene amenazandola con su Fullbring diciéndole que lo que él quiere es llevar a Ichigo a sus límites.
Luego de mucho entrenamiento, Ichigo logra ver el reiatsu de Ginjo y este le dice que su entrenamiento ha concluido. Ichigo libera su Fullbring, pero ya completo y así se termina su entrenamiento.
Al terminar de entrenar, Ichigo se va a su casa (cosa que le dijo Ginjo) para que sus hermanas no se preocupen. Al llegar, Yuzu lo recibe y le dice que tienen visita; Ichigo se sorprende porque no sabe quien es, y al llegar a la sala de descanso se encuentra con Tsukishima sentado en el sillón y este le dice que es su primo.
Ichigo encuentra a Tsukishima en su casa
En ese instante, Ichigo sumamente molesto inmediatamente agarra de la camisa a Tsukishima ya que le parece sumamente raro que de un momento a otro sus hermanas ya lo conozcan, Tsukishima le responde como si nada a Ichigo si debería de llamar a Orihime o a Chad para invitarlos a su casa.
En ese momento se oye el timbre y ve a todos sus amigos en su casa. Esto no sería nada del otro mundo de no ser porque estos comienzan a llamar de manera familiar a Tsukishima para desesperación de Ichigo que luego de golpear a Tsukishima sale corriendo desesperadamente de su casa.
En el camino, se encuentra con Ikumi Unagiya quién se lo lleva a su casa. Pensando que todo estaba bien puesto que Ikumi no sabía absolutamente nada de lo que ha ocurrido, contempla, para su horror, como Ikumi deja entrar en su casa a Tsukishima diciéndole a Ichigo que ha venido a recogerlo, lo que provoca que Ichigo se desespere más, haciendo que salga corriendo. Mientras corría desesperadamente buscando ayuda, se topa con Ginjo quién le dice que todos los miembros de Xcution salvo él han caído en la trampa de Tsukishima.
Ginjo lleva a Ichigo a un lugar donde según él, no podrán encontrarlos puesto que ningún membro de Xcution sabe de ese lugar. Una vez allí, Ichigo comienza a preguntarse por qué está ocurriendo todo esto, para luego echarle la culpa a Ginjo, a lo que este le da la razón, aunque después Ichigo reconoce que Ginjo solo quería darle una mano y que toda la culpa la tiene él, pero Ginjo le dice a Ichigo que nadie tiene la culpa.
Ginjo le comenta a Ichigo que antes de que Yukio y los demás le atacasen, le preguntaron si no "era hora de recordar", lo que hace a Ginjo deducir que la verdadera habilidad de Tsukishima no es la alteración de la memoria, sino la de insertar su presencia su presencia en el pasado de todo aquel que corte con su espada, haciendo que para todos los afectados por el poder de Tsukishima, ellos sean los locos. Después de oír esto, Ichigo pregunta furiosamente si matando a Tsukishima tdos los afectados por su poder volverán a la normalidad. Ginjo se sorprende al oír esto, y responde que no hay nada que les garantice que el matar a Tsukishima anule su poder, y que esto provocaría que tanto sus amigos como su familia les vean como unos asesinos para siempre, pero que, tanto si funciona como si no, deben matar a Tsukishima para cortar los lazos de los demás con él, concluyendo preguntándole a Ichigo si será capaz de matar a Tsukishima.
Justo en ese momento, aparece sorpresivamente Yukio, comentando lo inquietante que le resulta su conversación. Ginjo le pregunta a Yukio como ha encontrado el lugar, respondiendo este mostrándole a Ginjo una pequeña nave (salida de su consola) la cual utilizaba para saber en todo momento la posición de Ginjo. Yukio les dice a Ichigo y a Ginjo que es hora de irse a casa, y que no se preocupen, que ni Tsukihima ni él, ni el resto de sus amigos se encuentran enfadados, sino más bien sienten lastima por ambos, y que les devolverán a la normalidad en poco tiempo. Después, Yukio lleva a Ichigo y a Ginjo ante una gran mansión, comentando que ya han llegado.
En ese instante, Tsukishima sale de la mansión a recibirlos. Ichigo se disponía a atacarlo furiosamente, pero es detenido por Ginjo, el cual le pide que espere, ya que si la habilidad de Tsukishima es la que ellos piensan que es, con solo recibir un corte de Tsukishima estará acabado.
Tsukishima les dice que se relajen, ya que está desarmado, que no desea luchar contra ellos y que lo que quiere es hablar con ellos dentro de la mansión. Ichigo duda de las palabras de Tsukishima, ya que dice que podría haber una trampa en el interior de la mansión, pero Tsukishima replíca que si hubiera querido tenderles una trampa, podría haberlo hecho en el bosque, lo que es corroborado por Yukio. Ichigo y Ginjo siguen a Tsukishima y Yukio al interior de la mansión, y, para su sorpresa, se encuentran con una fiesta organizaa por los amigos de Ichigo (Keigo, Mizuiro, Tatsuki y Ikumi) y sus hermanas (Yuzu y Karin) los cuales le dan la bienvenida, dejando a Ichigo perplejo.
En ese momento Ikumi le pregunta a Ichigo a que viene su cara de sorprendido, y le dice que se acerque. Todos continúan saludando a Ichigo y le dándole la bienvenida, y en ese momento Yuzu le dice a Ichigo que debería estar feliz debido a que Tsukishima no está enfadado con él. Keigo le pregunta si no está feliz por eso, y entonces todos comienzan a decirle a Ichigo que debería diusculparse con Tsukishima.
Tsukishima vs Ichigo
Ichigo los mira desesperadamente, pero Ginjo le dice que no se preocupe, ya que aunque sus amigos vean a Tsukishima como un amígo, él también sigue siendo su amigo, y que por eso ellos no desean atacarle, por lo que debe mantener la calma, pero Ichigo, sin escuchar a Ginjo, sale corriendo escaleras arriba mientras piensa en que quiere matar a Tsukishima en ese momento, pero no puede luchar contra él delante de sus amigos para que estos no le estorben durante la lucha.
En ese momento, Ichigo llega a una habitación del segundo piso de la mansión, donde se encuentran los miembros de Xcution Jackie, Giriko y Riruka. Giriko le dice a Ichigo que parece encontrarse bien.
En ese momento aparece Tsukishima justo detrás de Ichigo diciéndole a Giriko que eso le alivia. Inmediatamente, Ichigo se aparta de Tsukishima, y este comenta que él pensaba que Ichigo lo odiaba, y que, sin embargo, ha recorrido todo ese camino para estar con ellos, por lo que se pregunta si en verdad estaba equivocado.
Cuando Tsukishimase disponía a decir algo más, se produce una gran explosión, apareciendo Ginjo entre el humo diciendo que, al haber destruido las escaleras, nadie excepto Yukio sería capaz de llegar hasta donde se encuentran ellos, por lo que ahora no tendrán que contenerse, gritandole a Ichigo que luche. En ese momento, Ichigo activa su Fullbring mientras se lanza contra Tsukishima.
Ichigo le corta el brazo a Tsukishima
Este, rápidamente activa su Fullbring, pero para su sorpresa, se da cuenta de que Ichigo se ha situado a su espalda, y cuando se disponía a girarse para encararlo, Ichigo, con un rápido ataque, le corta el brazo izquierdo a Tsukishima. Tsukishima le pregunta a Ichigo si ese es su Fullbring, comentandole que ha mejorado en poco tiempo.
Ichigo le pregunta si debería tomar eso como un cumplido, y que si puede permitirse el lujo de hacerlo. Ichigo afirma que ha ido a ese lugar para matarlo. Inesperadamente, en ese momento apareció Chad atacando por la espalda a Ichigo provocando una gran explosión.
Orihime y Chad aparecen para proteger a Tsukishima
Cuando el humo se despejó, Ichigo contempló como, tanto Chad como Inoue se interponían entre él y Tsukishima, protegiendo a este último. Inmediatamente, Inoue regenera el brazo perdido a Tsukishima, mientras Ichigo le pide que no lo haga, pero Inoue le responde mirándole con expresión triste para frustración de Ichigo.
Chad continua delante de Tsukishima, e Ichigo le pregunta si también está con ellos, a lo que Chad responde diciéndole que no sabe a que se refiere cuando dice "con ellos" y que está muy confundido debido a que el que actúa de forma diferente es el propio Ichigo, y le pregunta por qué hace esto. Inoue le pregunta a Ichigo si ha olvidado todas las veces en las que Tsukishima le ha ayudado, como cuando le ayudó a rescatar a Rukia o a derrotar a Aizen, continuando Chad diciendo que todo eso fue gracias a Tsukishima.
Este se sitúa detrás de Ichigo y le pregunta a Ichigo si lo comprende, pero este responde atacándolo con una rápida estocada, pero Tsukishima vuelve asituarse detrás de Ichigo, alejándose este nmediatamente de Tsukishima. Tsukishima continúa hablando acerca de que en las novelas de ciencia ficción, algunas personas viajan al pasado y hacen que el futuro tome un rumbo diferente, y que si se manipula alga, es normal que el futuro cambie, y que por esta razón, el tiempo fluye desde el pasado hasta el futuro.
Pero, que a pesar de esto, con su "libro del fin" es capaz de hacer que el pasado de las personas tome un giro diferente. Tsukishima continua diciendo que la razón por laoír esto, se lanza de manera furiosa contra Tsukishima, pero para su sorpresa, su ataque es detenído por el "Santen Kesshun" de Inoue, la cual mira tristemente a Ichigo. En ese momento, Chad ataca por la espalda a Ichigo, pero este detiene su golpe con su espada, Ichigo intenta hacer entrar en razón a Chad, pero este le dice a Ichigo que no se volvió fuerte para herirlo. Ichigo intenta razonar con Chad, pero entonces Chad activa su "Brazo izquierdo del diablo", descargando un potente golpe de energía contra Ichigo, provocando una explosión. Ichigo surge del humo preguntándose desesperadamente por qué tiene que ser así, ya que él solo recuperó sus poderes para poder protegerlos, no luchar contra ellos. En ese momento, aparece ante Ichigo Tsukishima, e Ichigo se lanza contra él.
Ichigo ataca con un Getsuga Tensho
Ichigo continua luchando dominado por la ira, y Tsukishima comenta que Ichigo se encuentra tan dominado por la ira, que no le salen las palabras. En ese momento, Ichigo descarga contra Tsukishima una fuerte patada, la cual manda a volar a Tsukishima, y, para sorpresa de este, contempla como Ichigo se dispone a lanzarle un Getsuga Tensho, sorprendiendose por la rapidez del ataque, pudiendo esquivarlo por los pelos.
Tsukishima reflexiona acerca de que, incluso usando su fullbring, es capaz de lanzar un Getsuga Tensho, y que su velocidad de ataque es varias veces mayor a la que anticipo, concluyendo que en verdad ha tenido éxito al fusionar sus poderes de shinigami con los de su fullbring, y que incluso la desesperación le ha ayudado a completar su poder.
Ichigo siendo atacado por Chad
Entonces, Tsukishima le dice a Ichigo que ya es hora de acabar con esto, y cuando Ichigo volvió a atacarlo, Chad e Inoue volvieron a interponerse, bloqueando Chad el ataque de Ichigo con su brazo derecho del gigante.
Ichigo vuelve a intentar hacer entrar en razón a Chad, y que él no quiere luchar contra ellos, para después acabar gritando desesperadamente a Tsukishima que deje de esconderse detrás de sus amigos y que de la cara. En ese momento, Tsukishima aparece justo detrás de Ichigo, y cuando se disponía a cortarlo, Ginjo se interpuso entre Ichigo y el ataque, siendo Ginjo finalmente cortado por Tsukishima, para consternación de Ichigo.
Después de esto, Ginjo cae al suelo e Ichigo le pregunta de que parte esta ahora. Ginjo contesta que no puede darle la espalda a Tsukishima, que en ese momento iba directo hacia el para atacar. Ichigo lo bloquea y le pregunta de nuevo de que parte esta Ginjo a lo que le responde que lo sigue viendo como un amigo y que ve a Tsukishima como enemigo. Ichigo se alivia al oír eso.
Uryu aparece detrás de Ichigo
Pero Ginjo le dice que no sabe porque el poder de Tsukishima no ha funcionado, y que mejor sería derrotarlo ahora antes de que se active el poder. Entonces llega Uryuu Ishida.
Ichigo le pregunta de que parte está. Ishida le apunta con el arco y entonces Ichigo entiende que va contra él. Pero Ishida le dice que se aparte que no entiende que el individuo que le atacó es el que tiene Ichigo detrás. Entonces Ginjo se levanta y corta a Ichigo y Tsukishima se coloca detrás de Ishida y también le corta.
Entonces Ichigo le pregunta si el ataque de Tsukishima le surtió efecto y por eso le ha atacado. Ginjo le contesta que si, que ha funcionado, pero que no le entendiese mal, que antes era su amigo porque Tsukishima ya le había cortado antes. Entonces se ve cuando Ginjo atacó a Ishida y le pide a Tsukishima que le corte para hacerse amigo de Ichigo y enemigo de Tsukishima, para robarle el fullbring a Ichigo. Tsukishima accede y se hizo amigo de Ichigo para luego robarle el Fullbring.
Rukia atravesando a Ichigo con la espada de Reiatsu
Ichigo le pide llorando que le devuelva su Fullbring a lo que Ginjo le dice que no, que como el lo entrenó legítimamente es suyo y que le va a perdonar la vida por esa vez. Entonces Ichigo se levanta con lágrimas y gritando de rabia el nombre de Ginjo.
Nada más levantarse una espada le atraviesa. Mira hacia atrás y ve a Urahara y a su padre Isshin. Ichigo ya desesperado y llorando dice ¿Papa, tu también? e Isshin le contesta: Idiota, mira bien quien te ha apuñalado con la katana, supongo que ahora ya puedes verla.
El añorado encuentro entre Ichigo y Rukia
Entonces Ichigo se fija y ve que quién le está apuñalando es Rukia Kuchiki, la cual esbozaba una sonrisa, y de repente, le transmite su poder como la primera vez que se conocieron. Tsukishima y Ginjo se quedan mirando impresionados al nuevo poder de Ichigo. 
Rukia saluda a Ichigo y le acusa de haberse puesto a llorar como si fuera una niña y de que resulta penoso, antes de explicar que Urahara le contó en que consistía la habilidad de Tsukishima. Ella le dice a Ichigo que no importa la cantidad de veces que Tsukishima trate cambiar su pasado, no puede cambiar su futuro, y que sus vínculos con sus amigos y familiares pueden ser reconstruidas.
En ese momento, Ichigo le aclara que Tsukishima no ha cambiado su propio pasado y le pregunta a Rukia acerca de la espada que sostiene. Rukia explica que Urahara hizo la espada con la finalidad de restaurar los poderes de Shinigami a Ichigo de nuevo. Kugo interrumpe la conversación y le dice a Rukia que la primera vez que ella le traspasó sus poderes, fue posible gracias al poder latente de Ichigo, pero que ahora que ha absorbido todos los poderees de Ichigo, es imposible que el Reiatsu de una sola persona no sería capaz de devolver los poderes de Ichigo.
El Gotei 13 aparece en escena
Una voz le dice a Kugo que está equivocado, resultando ser Renji, quién, acompañado por Byakuya, Kenpachi, Hitsugaya e Ikkaku aparecen a través de un Senkaimon, revelando que todos ellos invirtieron su Reiatsu en la espada con el fin de restaurar los propios poderes de Ichigo. Rukia le dice a Kugo que solo robó una pequeña porción del poder de Ichigo que estaba ligada al Fullbring de Ichigo, y que los poderes de Shinigami de Ichigo continúan en su interior, y que no había manera de que él pudiera quitárselos.
Rukia le dice a Ichigo que le demuestre a Ginjo que la desesperación no sería capaz de detenerlo. Ichigo entonces realiza una estocada con su espada lanzando una gran ráfaga de energía hacia Kugo. Kugo esquíva el ataque y le dice a Ichigo que su Getsuga Tensho ha mejorado, pero que la mejora es mínima, y que eso no es suficiente para vencerlo. Ichigo aparece detrás de él y le dice que eso no era un Getsuga Tensho, sino un movimiento de práctica. Ichigo entonces dispara un Getsuga Tensho, sorprendiendo a Ginjo debido a la gran cantidad de Reiatsu, que destruye la parte superior de la mansión de Tsukishima.
Ichigo carga un Getsuga Tensho contra Ginjo
Ginjo mira sorprendido a Ichigo, y este le dice a Ginjo que lo siente, ya que ha fallado, pero que la próxima vez no fallará. Entonces, Ginjo trata de huir, pero Ichigo se sitúa rápidamente detrás de Ginjo, sujetandole de un hombro diciéndole que no lo dejara escapar, para luego lanzarlo hacia el cielo y seguidamente lanzar un gran Getsuga Tensho, el cual esta vez si impacta contra Ginjo.
Entonces Ichigo comienza a pensar en aquellos que le dieron su reiatsu para recuperar sus poderes: Renji, Byakuya, Rukia, Kenpachi e Ikkaku Madarame, pero inmediatamente se da cuenta de que no solo ellos le han cedido su reiatsu, sino que también Shinji Hirako, Rangiku Matsumoto, Yachiru Unohana, Hanataro Yamada, Isshin Kurosaki, Kisuke Urahara, Yoruichi Shinhoin y el comandante Yamamoto. Entonces, Renji le pregunta si puede sentir los reiatsus de todos, e Ichigo le pregunta si no fue un grave crimen el transefir su reiatsu a un humano. Renji le dice que no había nada que hacer, ya que fue orden del comandante general, contándole a Ichigo como el comandante Yamamoto ordenó a todos los capitanes y tenientes ceder su reiatsu a la espada creada por Kisuke Urahara para devolverle sus poderes de Shinigami a Ichigo, ya que piensa que es hora de devolverle el favor que les hizo Ichigo al salvarlos, y que sería una vergüenza para el Gotei 13 darle la espalda a alguien con quién está en deuda. Renji le dice a Ichigo que, a pesar de todo, el comandante Yamamoto tiene un lado bueno, pero Hitsugaya le dice que no sea idiota, ya que no es normal que un jefe ordene algo así. Toshiro continúa diciendo que en el pasado nunca hubieran hecho eso, pero que es Ichigo quién cambió eso. Concluye diciéndole que el poder que acaba de recibír, es el resultado de la forma en la que consiguió cambiar la Sociedad de Almas, y que debería aceptarlo con orgullo.
Nueva forma del Fullbring de Ginjo
En ese momento, se produce una gran explosión, y Hitsugaya le explica a Ichigo que, además del motivo que acaba de explicar, hay otro motivo por el cual han decidido devolverle sus poderes de Shinigami.
Hitsugaya le cuenta a Ichigo que, mucho tiempo antes de la aparición de este, existió otro hombre que tuvo la licencia de Shinigami Sustituto, pero que, sin embargo, renunció a su puesto y desapareció. Ese hombre fue el primer Shinigami Sustituto, y que ese hombre era Kugo Ginjo.
Ichigo está confundido acerca de que Kugo sea el primer shinigami sustituto, preguntándole a Hitsugaya al respecto. Toshiro le recuerda la vez en que Ukitake le dio su medalla y le dice a Ichigo que la ley del shinigami sustituto se creó solamente por Kugo, antes que pudiera explicar más, Byakuya lo interrumpe y Hitsugaya le dice a Ichigo que ahora necesitan enfocarse en Kugo. Ginjo concuerda, diciendo que ellos están en problemas y luego le agradece a Ichigo, expresando que si él no hubiera tomado sus poderes, ya estaría muerto en ese instante.
Ichigo ataca a los miembros de Xcution
Después que Kūgo les da a los otros miembros de Xcution parte de los poderes Fullbring de Ichigo, Giriko le dice al joven shinigami que se prepare. Expresando que ahora experimentara el poder de su propio Fullbring. Culpándose así mismo por el incremento de poder de los Fullbringers, Ichigo los ataca a todos.
Sin embargo, Yukio había usado su fulbring para engañarlo y los fullbringer se muestran ilesos. Yukio le recuerda a Ichigo que recibieron sus poderes Fullbring, lo cual le permitió usar sus poderes como un manto y expulsarlos. Él le dice que con su ayuda, sus Invasores Deben Morir ahora es capaz de influenciar el mundo externo de su consola de videojuegos. Ikkaku le dice a Ichigo que no debe contenerse y debe matarlos apropiadamente.
Ichigo y Kugo cara a cara
Yukio utiliza su Fullbring para dividir a todo el mundo en habitaciones individuales. Ichigo se encuentra frente a Kūgo en una réplica del pueblo de Karakura.
Kūgo dice que escogió el ambiente para luchar contra Ichigo de un modo más fácil señalando que ahora pueden pelear uno a uno, sin embargo,Uryū aparece, declarando que su lucha será dos contra uno. De inmediato Ichigo le pregunta si está herido, Ishida le contesta que Rukia lo sanó. Uryū se disculpa con Ichigo, diciendo que cuando vio por primera vez la insignia de shinigami sustituto, el debió haber pensado que había otro shinigami sustituto antes que él.
Ichigo patea a Uryu
Él pensó que si el anterior estaba vivo, la sociedad de almas se lo hubiera dicho y si estaba muerto le dirían el porqué. Al no haberle dicho nada a Ichigo, él supuso que la sociedad de almas no lo sabía. Uryū dice que él debió haber dicho esto antes, pero Ichigo simplemente le responde con una patada. Diciéndole que no importa, ya que no podría haber hecho nada de todas maneras y que además se le habría olvidado en unos días. Ichigo le dice a Ishida que deje de preocuparse todo el tiempo. Ambos se insultan antes de que Ichigo le diga a Uryū que limpie sus gafas mientras se preparan para enfrentar a Kūgo. Mientras Ichigo y Uryū luchan con Kūgo, finalmente comienzan a esconderse de él. Ichigo le pregunta a Uryu si tiene un plan. Ishida le responde que él no estaba tratando de idear uno; en vez de ello, estaba observando el reiatsu de Kūgo.
Ichigo y Kugo colisionan sus Getsuga Tensho
Consciente de que Uryū no está tratando de desarrollar un plan, Ichigo confronta a Kūgo, quien estaba pensando en que estaban tratando de idear a un plan así. Ichigo lo ataca con Zangetsu en un Getsuga Tenshō, pero Ginjo corta a través de este con su espada y lo ataca con un Getsuga Tenshō también, sorprendiendo a Ichigo. Al ver esto Uryū concluye que Kūgo no solo tomo su fullbring y Reiatsu sino que sus habilidades también.
Kugo vs Ichigo
Kūgo e Ichigo siguen luchando entre sí. En medio de la pelea Kūgo comenta que Ichigo está luchando bien, pero si se parece a él no le importa lo que suceda consigo mismo. Ichigo no está de acuerdo con él. Kūgo entonces le pregunta por qué está luchando, lo cual confunde a Ichigo.
A continuación, Kūgo aclara que Tsukishima está muriendo, y que si un Fullbringer muere, entonces todos los rastros de su habilidad desaparecen. Dando a entender que si Tsukishima muere, los pasados que modificó volverán a la normalidad. Kūgo le pregunta de nuevo a Ichigo porque está luchando, pero cuando Ichigo no le contesta, Kūgo le informa de un enemigo con el que deberían estar luchando.
Ichigo en su nueva forma Bankai
Es entonces cuando Kūgo le dice a Ichigo que la Insignia del Shinigami Sustituto se hizo con dos finalidades: tenerlo vigilado todo el tiempo y para que su reiatsu se mantuviera restringido.
Al mismo tiempo le dice a Ichigo que todo esto ha estado planeado de antemano por parte del capitán de la decimotercera división: Ukitake y que los Shinigami que le confiaron la protección del mundo real y de la sociedad de almas, son ahora los mismos Shinigami que lo dejarían morir. Ante la revelación un Ichigo furioso, libera su bankai Tensa Zangetsu.
Rukia viendo como Ichigo destruye la dimensión con su bankai
El poder del bankai es tal que rompe la dimensión de Yukio. Kūgo se burla de él preguntándole si liberó su bankai para callarlo y así alejarse de la verdad otra vez. Ichigo contesta que se calle, y que el anterior "callate" era para Uryū, para que deje de preocuparse por él, a lo cual les explica a ambos que siempre sospechó que la insignia no era lo que dijeron, y que cree que Ukitake quería que lo descubriese, dado que él era más listo que Ichigo.
Kūgo dice que las negociaciones fallaron y que realmente no quería matarlo, luego de decirlo, libera su propio bankai. Al ver esto Ichigo comenta que había olvidado que Kūgo Ginjo también es un ex-Shinigami Sustituto.
Ichigo asesta un corte letal en Kugo
Kūgo le expresa a Ichigo que el también tiene algo de poderes Hollow en su interior y así ambos chocan en combate. Ichigo bloquea una ráfaga de energía enviada por Kūgo con una sola mano para luego cortarlo a lo largo del pecho.
Ellos chocan otra vez en combate, resultando en la ruptura de la espada Kūgo por parte de Ichigo y Ginjo cayendo al suelo gravemente herido al borde de la muerte. Cuando Tsukishima que está al borde de la muerte trata de atacar a Ichigo, Rukia se interpone entre ellos y Riruka brota de su pecho, tomando el ataque en su lugar.
Ichigo le informa a Riruka sobre los otros Fullbringers
Ichigo atrapa a Rukia y observa el relato de los Fullbringers. Algún tiempo después de que terminara la batalla Ichigo está en la Tienda de Urahara esperando a que Riruka despierte para así poder asegurarse de que ella está bien. Él le dice a Riruka que ninguno de los otros Fullbringers han sido encontrados. A continuación, mira como Orihime y Riruka conversan.
Ichigo siendo recibido por los capitanes
Más tarde, se ve a Ichigo en la Sociedad de Almas, encontrándose primero con Renji, quién se sorprende al verlo, y más tarde con todos los capitanes en el cuartel de la primera división, excepto Mayuri y Ukitake. En ese momento, Alguien le dice a Ichigo que el comandante le está esperando, y para sorpresa de Ichigo, se trataba de Kensei, y al verlo, Ichigo le pregunta si se ha convertido en capitán, a lo que Kensei responde que se calle, y que entre. Ichigo entra, donde le están esperando el comandante general y el resto de capitanes.
El comandante le dice a Ichigo que luchó una batalla difícil, lo que Ichigo contesta que eso no importa, y que no acudió allí para ser recompensado, por lo que el comandante le pregunta cual es la razón de su venida a la Sociedad de Almas, lo que Ichigo responde que ha venido a por el cuerpo de Kūgo, para poder enterrarlo en el Mundo Real, haciendo que todos los capitanes se sorprendan.
Ichigo pidiendo el cuerpo de Ginjo para poder enterrarlo
En ese momento, alguien le pregunta a Ichigo si es estúpido. Se trataba de Shinji Hirako (ahora como capitán de la Quinta División), y le vuelve a preguntar si sabe lo que está diciendo, y en ese momento es interrumpido por Suì-Fēng, quien le da la razón a Hirako, ya que Ginjo era un criminal que robó los poderes de Shinigami y que asesinó a gente, pero Hirako la interrumpe, diciendo que él no se refería a eso, sino a que Ginjo le hizo daño a su familia y amigos, preguntándole si, aun así, podrá perdonarle, y si estará bien si le perdona. Ichigo le contesta que no es problema si lo perdona o no, que su familia y amigos han vuelto a la normalidad debido la muerte de Tsukishima, y que Ginjo solo se trataba de un Shinigami Sustituto. Al oír esto, el comandante le pregunta si se lo pensó cuidadosamente antes de decir eso.

### Saga de la Guerra Sangrienta de los 1000 años
Ichigo salva a Yuki
Después de que varios Hollows aparecen en el Pueblo Karakura, llega Ichigo, junto con Ishida, Orihime y Chad se enfrentan a los Hollows a la escena para ayudar a Yuki Ryūnosuke. Después de que destruye a dos Hollows, Ryunosuke le pregunta su nombre e Ichigo se presenta.
Luego de que Ichigo derrota a la multitud de Hollows, con la ayuda adicional de sus amigos, él trae a Ryunosuke y su amiga Shino a su casa para recuperarse. Dos días más tarde, Ryunosuke despierta. Cuando Ichigo le pregunta quién es, un hombre con una máscara que cubre su ojo izquierdo aparece actuando como si Ichigo estuviera hablando con él y se presenta como Ebern Asguiaro. Aunque sorprendido por su repentina aparición, Ichigo le dice con firmeza que se baje de su cama. Ebern le pide a Ichigo que se lo repita y otra vez, le dice que se baje de la cama. Él se niega y es expulsado de la ventana por una patada de Ichigo.
De esta forma Ichigo se convierte en Shinigami y va tras él. Ichigo le dice que lo siga, ya que tiene asuntos con él. Cuando ellos se alejan de la casa, Ichigo pregunta si Ebern es un Arrancar expresando que probablemente no está allí para vengarse de Aizen y le pregunta por qué quiere pelear con él y si él está bajo las órdenes de
Ichigo ve sorprendido el arco Quincy de Ebern. Ebern le dice que él no es un Arrancar y deja caer una cruz Quincy de su manga y se activa un arco, para sorpresa de Ichigo.
Ichigo se sorprende cuando Ebern desaparece
Mientras se defiende de los ataques de Ebern, Ichigo se pregunta qué es Ebern en realidad, señalando que él tiene un brazalete similar al de Uryū, pero todavía tiene un fragmento de máscara que solo un Arrancar debe tener. Ichigo nota que Ebern lo está provocando repetidamente, pero decide que no tiene otra opción y activa su Bankai. Sin embargo, Ebern activa una técnica especial que daña el brazo de Ichigo. El joven Shinigami sustituto rápidamente se libera del ataque y dispara un Getsuga Tenshō a un sorprendido Ebern.
Cuando el humo se asienta, un enfurecido y maltratado Ebern exige saber por qué el Bankai de Ichigo no estaba sellado, Ichigo sorprende a Ebern apareciendo detrás de él poniéndole su espada en el cuello. Ichigo decide llevarse a Ebern con él para interrogarlo. De repente, una sombra con forma humana aparece, alarmando a Ichigo. Ebern tranquilamente le dice que solo esconde a "los elegidos" antes de desaparecer dentro de esta. Ichigo se pregunta por lo que sucedió ya que claramente no era una Garganta.
Nell regresa a pedirle ayuda a Ichigo
Al volver a casa con sus amigos, Ichigo se entera por Ryunosuke que el Teniente de la 1 ª División Chōjirō Sasakibe fue asesinado recientemente por un grupo de enemigos desconocidos. Más tarde, Ichigo se inquieta y decide patrullar la ciudad. Mientras lo hace recuerda una conversación con Uryū en que la Sociedad de Almas, solo le dio esta información a Yuki probablemente para que Ichigo conozca en detalle lo sucedido y así les ayude en un futuro cercano.
En ese momento es tomado por sorpresa por el regreso de Nell, que lo aborda en llanto mientras le ruega que ayude a Hueco Mundo. Ichigo le pregunta a Nell lo que le sucedió a Hueco Mundo, pero antes de que pueda responder, Pesche Guatiche aparece, y él también le dice a Ichigo lo que pasó. Un poco después Ichigo, sus amigos, Nell y Pesche se reúnen en la casa Kurosaki.
Cuando Uryū le expresa a Ichigo que no puede acompañarlos a su misión para salvar a Hueco Mundo, Ichigo le dice que lo entiende ya que los "Quincy existen para destruir a los Hollows" y que lo pueden hacer a la perfección sin él. Entonces en ese momento aparece Urahara, pidiendo unirse a su viaje hacia Hueco Mundo.
Ichigo y los demás llegan a Hueco Mundo
Más tarde cuando llegan a Hueco Mundo, Ichigo trata de mantener Nell y Pesche tranquilos, ya que el enemigo está cerca. Al ver los cadáveres por la zona, él le cierra los ojos a Nell y les pregunta qué pasará con aquellos que están siendo arrastrados por los invasores. Pesche explica que serán llevados a su campamento y se dividieron en grupos para saber si serán matados o escoltas. Ichigo decide ir a salvarlos, a pesar de que Peshe le dice que Dondochakka no está entre ellos.
Ichigo cara a cara con Quilge Opie
Cuando Ichigo va en busca deDondochakka, se da cuenta de una explosión. Preguntándose qué la causó, lo cual hace que Nell le diga que fue causada por las Tres Bestias. Ichigo le pregunta por qué está con él, y ella le dice que va a proteger su espalda. Entonces, Nell explica que las Tres Bestias son las fracciones de Halibel, las cuales son muy fuertes y siempre se amenazan con matarse entre sí, y que su presencia significa que el ejército enemigo será pronto eliminado. Mientras Ichigo se dirige a su ubicación, nota otra explosión. Nell recomienda que regresen, ya que solo va a interponerse en su camino si él se involucra. Ichigo llega finalmente a su ubicación y se percata de que Quilge Opieha derrotado a Emilou Apacci, Franceska Mila Rose, y Cyan Sung-Sun. Quilge nota la presencia de Ichigo, al comentar que tienen los muchos invitados el día de hoy. Cuando Ichigo lucha contra algunos miembros de Vanderreich a cargo de Quilge, rápidamente se da cuenta de que son Quincy al descubrir que su técnica de desplazamiento es Hirenkyaku. Quilge confirma sus sospechas revelando que en realidad si lo son y saca su espada.
Ichigo detiene el Heilig Pfeil de Quilge
Quilge lanza una lluvia de flechas contra Ichigo y este último deja caer su espada, por lo que puede atrapar una de las flechas de Quilge y la vuelve a arrojar. A la llegada de Orihime y Chad, Ichigo lanza Nell a Orihime, pidiendo que se haga cargo de ella. Ichigo desvía el siguiente ataque de Quilge con un Getsuga Tensho, quien se avergüenza de que sus flechas pueden ser tan fácilmente contrarrestadas. Ichigo le dice que sus flechas son mucho más fuertes que las de Uryū a pesar de que no han luchado desde hace ya mucho tiempo. Quilge pregunta si Ichigo está hablando de Uryū Ishida y afirma que las flechas de Uryu no deben ser más débiles que las suyas. Al darse cuenta de que ha dicho demasiado, Quilge saca su espada diciendo que tiene mucho que informar a su líder. Durante la charla, Quilge ha recibido la orden de acabar con Ichigo con todas sus fuerzas y proclama que el joven shinigami sustituto va a morir allí. Quilge supone que Ichigo ha oído hablar de la habilidad Quincy, Quincy: Letzt Stil y se quita el guante el cual inicia una transformación. Quilge toma una nueva forma angelical y le dice a Ichigo que el verdadero nombre de esta forma es Quincy Vollständing.
Quilge abrumando a Ichigo con su velocidad
Quilge le pregunta a Ichigo si es capaz de sentir su poder latente. Después de un momento, aparece detrás de él y lo ataca con un poder extraordinario. Ichigo recuerda lo que Urahara le había hablado de esta técnica, pero no está del todo seguro de si esta es la misma que el Letzt Stil. Quilge, que parece leer la mente del oponente, le dice que no es el mismo. Letzt Stil es una técnica que murió hace 200 años y solo Sōken Ishida se sentía unido a él, al no querer llegar a un acuerdo con el progreso tecnológico. Ichigo le dice que a él no le importa su pasado, pero sabe que su poder es diferente al de Ishida. Después de un tiempo, señala que el agarre de Quilge es demasiado flojo y lo ataca con Getsuga Tenshō a quema ropa. Cuando el humo desciende, el Quincy ni siquiera se reciente del ataque. Quilge observa que Ichigo ha llamado a esta forma de "misteriosa". Él explica que esta es la respuesta adecuada, que debe manifestarse a la vista de los Shinigami. A continuación, eleva su espada y comienza la absorción de Reishi del medio ambiente circundante. Quilge está listo para atacar, y le grita a Ichigo, que ahora conocerá su poder real, Biskiel, pero el ataque es interrumpido por Ayon. Orihime, Sado, e Ichigo se preguntan que es esta criatura. Apache explica que Ayón es creado con la combinación de
Ichigo ataca a Quilge en su forma Bankai
hombro izquierdo de las Tres Bestias. Por último, le dice a Ichigo, que en este momento no es su enemigo, pero si no quiere morir, lo mejor que puede hacer, es escapar. Ichigo aparece en su forma bankai cuando Quilge destruye el escudo Muda de Sung-Sun, y trata de absorber a las Tres Bestias y decide hacer lo mismo con Orihime y Sado. El Quincy se muestra claramente molesto, ya que su oponente ha utilizado Bankai. Ichigo le abruma y le dice que si le aplasta la cabeza, no será capaz de esclavizar más Reishi. Quilge responde que es insoportable y lo ataca.
Ichigo escuchando las instrucciones de Akon
La batalla entre Ichigo y Quilge continúa. Opie utiliza el medallón, tratando de robar el Bankai del joven shinigami, pero es en vano. El capitán del Jagdarmee se muestra visiblemente furioso de que no puede hacer nada. Después de un tiempo, recibe un fuerte golpe de Ichigo. Quilge tratando de aumentar la distancia. Sabía que no podía permitirse el lujo de dejar a Ichigo utilizar su Bankai, pero desafortunadamente para él no se lo pudo robar. Por eso, incluso después de usar Vollständig y absorber a la bestia Ayón Ichigo lo supera fácilmente. Ichigo aparece de nuevo lanzando otro potente ataque contra Quilge, quien aduras penas se defiende lanzando lo que parecer lanzas de reishi, Ichigo logra fácilmente contrarrestarlas y le pregunta por qué él estaba tratando de sellar su Bankai. Quilge le dice que no tiene que escuchar la respuesta, y se pregunta acerca de la fuerza de su enemigo. Él dice que, además de la fuerza que posee el rasgo más peligroso es la abrumadora velocidad que despliega. A través de la cual no puede mantenerse al día con el uso de Blut Arteriae, haciendo que no pueda resistir contra el Bankai. Ichigo le pregunta si los Quincy tienen miedo del Bankai, Quilge lo niega rotundamente. Sin embargo, en ese momento es atravesado por un disparo de Urahara, quien ya ha abierto la puerta entre ambos mundos. Proporcionándole un teléfono a Ichigo y le dice que escuche, expresándole que se dirija directamente a la Sociedad de Almas.
Ichigo se dirige a la Sociedad de Almas
Hiyosu avisa al Reitei que informe al Gotei 13 que se comunicaron con Ichigo, ya que fueron capaces de informarle sobre la situación y que vine a ayudar. En el camino, Akon le comunica a Ichigo sobre los sucesos en la Sociedad de Almas. Una baja de 2245 soldados, 16 oficiales y que el Reiatsu de un teniente ha desaparecido, y con cada momento que pasa los números van en aumento. Ichigo le pregunta, que significa que su reiatsu haya desaparecido, temiendo lo peor. Akon le explica que no se trata ni Renji o Rukia. A continuación, explica que hay 16 oponentes con un nivel de poder igual al de un capitán o incluso más elevado y se hacen llamar Stern Ritter. Hasta ahora, los Shinigami no han ganado un duelo individual. Kurosaki pregunta acerca de sus poderes, pero Akon le explica que no dispone de datos sobre sus oponentes. Una de las pocas cosas que saben hasta el momento es que pueden "robar el Bankai". Ichigo se pregunta cómo es posible, incluso Akon dice tener sus dudas, pero le dice que la información proviene de las Divisiones 2, 6, 7 y 10 a quienes ya les han robado el Bankai. La conversación gira en torno a Urahara, quien analizó las habilidades de Quilge. Él explica que hay tres habilidades principales de los Quincy que cabe resaltar, una de ellas es el Vollständig, la segunda el Blut, la tercera y más peligrosa el medallón que puede robar el
Ichigo es enjaulado por Quilge
Bankai. Urahara menciona que aún no sabe nada sobre este objeto, sin embargo, después de examinar el medallón de Quilge lo sabrán con seguridad. Pero destaca, que es sorprendente que no puedan "robar" el Bankai de Ichigo además de que el enemigo tiene mucha cautela con él. La conversación de Ichigo es interrumpida por una flecha a extrema velocidad, la cual rosa su cabello. Luego para su sorpresa Ichigo ve que todas las salidas están bloqueadas por carriles de Reishi. Ichigo le pregunta a Urahara lo que ha sucedido. Mientras tanto Quilge quien utiliza Ransōtengai jura que encerrara Ichigo en Hueco Mundo. Opie se las arregla para disparar dos flechas hacia Ichigo, quien logra reflejarlas, sin embargo, se ve atrapado en una trampa. Quilge explica que él está dispuesto a sacrificar sus vida por la ejecución de su misión, mencionando que Ichigo ha perdido ya que no hay manera de que pueda salir de su prisión y tendrá que ver la destrucción de la Sociedad de Almas.
Ichigo promete que los protegerá a todos
Ichigo sigue intentando salir de la jaula por todos los medios posibles pero es inútil, Akon quien aún le habla por su Denreishinki le pregunta si está bien. Ichigo le contesta pero el tercer oficial de la 12 división no parece escucharlo. Pero cuando trata de ponerse en contacto con la Sociedad de Almas, solo oye los sonidos de gritos de desesperación y a sus amigos. Al oír esto, gana aún más determinación para ir a su rescate y trata de destruir su jaula con varios Getsuga Tensho, sin embargo, no trae resultados satisfactorios. Después de un rato, nota que la conexión con Urahara se ha perdido. Ichigo, aún cautivo en su prisión de reishi, piensa en Byakuya, Renji y Rukia, para luego enfadarse al no poder hacer nada para ayudarlos. Así que comienza a blandir su espada para tratar de romper la prisión de Quilge una vez más. Mientras se dice a sí mismo, que no dejara morir a nadie, y que los salvará a todos. En ese momento aparecen restos de reiatsu blanco similares a los que emitía cuando alcanzó la forma definitiva de su fullbring así como una marca en su rostro que recuerda a su máscara hollow.
Cuando Yamamoto muere en la lucha contra Yhwach, en el cielo de la Sociedad de Almas aparece una explosión. El Líder del Vandenreich conmocionado gira en la dirección del aquel lugar, de inmediato el resto de Shinigami en el campo de batalla sienten un gran reiatsu, y a través de una nube de humo, emerge Ichigo. LosStern Ritter también se muestran sorprendidos por lo que está pasando. En ese momento Ichigo desparece a una gran velocidad sin dejar rastro e inmediatamente llega al sitio donde se encuentra un maltrecho Byakuya Kuchiki, Ichigo le asegura que Rukia y Renji aún están con vida, después de saber esto el capitán de la 6 división le dice a Ichigo que está avergonzado por haber sido derrotado, y le encomienda la protección de laSociedad de Almas. Luego, Ichigo lanza su espada al lugar donde se encuentran Yhwach y Jugram Haschwalth, listo para enfrentarse a ellos. En ese momento, Hashvald se adelanta, pero Yhwach le detiene y avala a Ichigo debido a que escapó de la jaula de Quilge y se cuestiona si está pensando luchar con el cuerpo desgastado. Ichigo le pregunta si es el líder enemigo, ante lo cual Yhwach se ríe, lo cual enfurece a Ichigo que le grita si es el responsable de la destrucción del Seireitei. Al afirmarlo este, Ichigo procede a atacarlo con el Getsuga Tensho, pero es fácilmente detenido y apuñalado en el cuello. Pese a ello, y para sorpresa de Yhwach, sigue con vida y usa su Blut Vene para contraatacar.
Yhwach le revela una noticia impactante a Ichigo
Yhwach, después de resistir el ataque de Ichigo, comenta que ha cometido un error. Ichigo le pregunta si ha cometido un error porque solo sobrevivió a uno de sus ataques, pero Yhwach aclara que no se refería a eso y lo ataca de nuevo, solo para que su Blut Venebloquee su espada una vez más. Yhwach luego aclara que él debería haber enviado a un Arrancar a detenerlo en lugar de un Quincy puro, porque al usar a un Quincy hizo que los recuerdos de su reiatsu despertaran. Sabiendo que Ichigo está confuso ante esta declaración, Yhwach explica que mediante la liberación de una gran cantidad de reiatsu en el interior de la cárcel de Quilge, residuos de su reiatsu se incorporaron con el Reiatsu circundante, y la energía espiritual de Quilge llegó a lo más profundo de su alma, despertando los recuerdos de su reiatsu desde su misma raíz. Además, aclara que Quilge no puede encarcelar a otro Quincy. Ichigo, aún confuso, le pregunta cómo su reiatsu se relaciona con el de un Quincy. Yhwach entonces dice que Ichigo no sabe nada acerca de sí mismo, ni de su propia madre.
La espada de Ichigo es rota por Haschwald
Antes de que Ichigo pueda seguir interrogándolo, Yhwach declara que lo obligara a rendirse y llevarlo por la fuerza, prometiéndole que se lo explicara todo, una vez que lo haya llevado de regreso a la sede del Vandenreich. Yhwach ataca de nuevo a Ichigo, pero Haschwald le dice que debe regresar al Shatten Bereich. Yhwach está de acuerdo y decide retirarse con su subordinado. Ichigo trata de evitar que se marchen, pero Hashvald intercepta su ataque y rompe la hoja de Tensa Zangetsu. Luego Yhwach se despide del joven Shinigami sustituto, y promete que volverá por él. Después de la retirada de Yhwach y sus subordinados, Ichigo recibe en la 4.ª División un mensaje por parte de un oficial Shinigami que Kisuke Urahara y los demás se encuentran a salvo en Hueco Mundo. Aunque admite que ahora son incapaces de establecer conexión, se le informara lo más rápido posible. En ese momento Ichigo escucha los gritos y quejas de Ikkaku, quien está recibiendo tratamiento médico. Por otro lado ve a Hanatarō, que lo llama para tratar sus heridas, pero Ichigo rechaza su oferta diciendo que ya recibió los primeros auxilios y que se encuentra bien.
Ichigo, aún preocupado por la revelación de Yhwach, se encuentra con Shinji Hirako y es llevado a la unidad de cuidados intensivos, donde están Rukia y Renji. Allí Shinji le informa sobre los pormenores de la operación, cuando de repente Kuchiki se despierta y ambos sostienen una discusión amistosa, después de lo cual Rukia le da las gracias a Ichigo por venir a salvar la Sociedad de Almas. Aunque Kurosaki admite que no hizo gran cosa esta vez, es reprendido por Shinji, quien le dice debería estar más orgulloso ya que es debido a su presencia en la Sociedad de Almas que el enemigo se retiró. Ichigo se marcha después de ser llamado por alguien de la 12 ª División para reunirse con el Capitán Mayuri Kurotsuchi. Luego Rukia comparte su inquietud con el Capitán Hirako de por qué Ichigo se muestra abatido. Shinji contesta que esto puede ser por el resultado de la batalla, pero sospecha que el oculta algo más serio.
Al llegar a la División 12, Mayuri le dice que él no puede restaurar su Bankai, explicándole los pormenores del por qué una Zanpakutō solo se puede restaurar en Shikai. Ya que esta liberación es una cuestión diferente y que un Bankai roto nunca más volverán a su estado anterior. En ese momento son interrumpidos por Kon, e Ichigo se esfuerza por reconocerlo en un principio debido a su apariencia grande y musculosa.
Mientras hablan, a Mayuri se le informa sobre la llegada de la Guardia Real, marchándose junto a Ichigo para ser testigo de su llegada. Al llegar a la ubicación en la que los otros capitanes se han reunido, Ichigo le pregunta a Shinji donde está la Guardia Real y por qué no luchó contra el Vandenreich. Kyoraku le responde, explicando acerca de la Guardia Real, y los cinco miembros que la conforman, los cuales luego arriban ante ellos.
Poco después de llegar, la Guardia Real muestra un gran interés por Ichigo, e insisten en llevarlo al Palacio Real, junto con Byakuya, Renji y Rukia, quienes morirán a causa de sus heridas si no se tratan rápidamente en aquel lugar. Mientras Ichigo insiste en que sus heridas no son nada de qué preocuparse, uno de los guardias explica que tienen un motivo distinto para llevárselo y de repente, otra voz se escucha a espaldas del joven shinigami sustituto.
Esta persona misteriosa resulta ser Kisuke Urahara reportándose desde Hueco Mundo, Cuando Urahara dice que está bien, y argumenta un poco con Mayuri, aparece en la pantalla Orihime, donde observa las ligeras heridas de Ichigo, pero luego dice que da gracias porque se encuentra a salvo. De igual forma Ichigo también le saluda, y se muestra feliz de que ella esté bien. Momentos más tarde, Inoue aparece junto a Sado, que al igual que Orihime, se alegra de que Ichigo se encuentre bien. El joven Shinigami sustituto les pregunta si ellos estaban preocupados por él, pero en tono de broma contesta que era él quien estaba preocupado por ellos. Mientras Urahara dice que trató de contactar con ellos, alguien aparece en una tienda y le pregunta a Kisuke que está haciendo. Ichigo de inmediato reconoce claramente la voz del extraño. Nervioso por esto Kurosaki le pregunta por qué está con él, y si todo está bien.
Ichigo decide ir al Reiōkyū
Urahara le pregunta que cuando dijo que tenía algo que hacer se refería a salvarlos de Hueco Mundo. Sin embargo le explica que no es necesario, y que ahora debe decidir lo que realmente debe hacer. Al final el excapitán responde que la presencia del “extraño” no es una amenaza para ellos, ya que ha hecho un "buen trato" con él y se despide. Ichigo le pregunta a Oshō, llamándolo "calvo", que si va con ellos, podrían arreglar a Tensa Zangetsu. El hombre responde que esto es imposible, pero en el palacio real existe un Reijutsu único y gracias a esta técnica se puede forjar una Zanpakutō similar a la original. Al oír estas palabras, Ichigo decide ir con ellos.
Algún tiempo después, Ichigo y la Guardia Real visitan el palacio de Kūkaku Shiba, quien es experta en asuntos de fuegos artificiales y en el pasado ha ayudado a Ichigo y sus amigos a llegar a la Sociedad de Almas. La falta de entusiasmo por parte de Ichigo provoca ira en Kūkaku y una leve discusión de su parte señalando que no lo lanzara por él, Kurosaki no entiende muy bien a lo que ella se refiere con disparar, sin embargo, Osho explica que esta es la única manera de regresar al Palacio Real, ya que el Tenchūren no posee la capacidad de volver por sí mismo al Reiōkyū. Después de un breve intercambio de palabras sobre este tema con Oshō, Kurosaki no ve en ninguna parte a Ganju y cuando le pregunta por su paradero, Kūkaku responde con una torpe mentira diciendo que su hermano se volvió enorme y se convirtió en piedra, por lo que ahora lo utiliza para sostener la bandera de su palacio. Momento después el Tenchūren se lanza hacia el cielo y tras un fuerte golpe al aterrizar, el enorme pilar llega a su destino.
Ichigo descubre la verdadera naturaleza del Ōken
Al llegar al Palacio del Rey de las Almas, el Reiōkyū. Oshō señala que deber sentirse orgulloso ya que un Shinigami ordinario no tiene acceso a este lugar, Ichigo mira a su alrededor, y ve por qué Aizen estaba tan ansioso por llegar a este sitio, pero se da cuenta de que debe usarse el Ōken para acceder esta dimensión. Inmediatamente Oshō responde que Llave Real es algo creado por el poder del Rey de las Almas, la cual usa sobre sus elegidos, y por lo tanto la llave son los huesos de la Guardia Real, el hombre también añade que existen dos maneras para ingresar al Reiōkyū, “podemos decidir si te dejamos pasar o no…o puedes venir con nosotros”. Al continuar con su relato dice que el plan de Aizen era de hecho reproducir a los miembros de la División Cero con su Reijutsu. Senjumaru se une a la conversación, explicando el contexto del plan de Aizen, llamándolo la personificación del mal, sin embargo, le dice a Ichigo que los Quincy son mucho peores él.
Momentos más tarde, se le pide a Ichigo que no se mueva de una especie de plataforma que parece ser un elevador, pero cuando Tenjirō Kirinji se da cuenta de que el joven Shinigami ya está en él, le expresa que lo va a disparar. De inmediato Ichigo le pregunta si va a ser enviado al encuentro con el Rey de las Almas. Por supuesto, esta idea es rápidamente ridiculizada por el guardia real. Kirio entonces llega y le explica los pormenores del Reiōkyū y una vez terminada la explicación, Tenjirō dice que lo llevara al "Kirinden".
Ichigo recibe un golpe de Tenjirō
Al llegar allí se da a conocer que el interior del Kirinden son aguas termales. Un confundido y molesto Ichigo se sienta en una fuente termal con Kirinji y los Shinigami heridos los cuales se curan a un ritmo acelerado gracias a las propiedades curativas que residen en estas aguas. Luego los subordinados de Kirinji sumergen repetidamente a Ichigo bajo el agua de los manantiales termales, pero este último trata de combatirlos continuamente.Tenjirō dice que se detengan por un momento y golpea a Ichigo, enviándolo al otro lado de la fuente, Ichigo se levanta furioso, preguntándole a Kirinji que está haciendo. Al observar esto, Kirinji le informa que se ha recuperado totalmente y lo envía al siguiente lugar junto a un recuperadoRenji.
Mientras caen al Gatonden, Ichigo y Renji se dan cuenta de que Kon los ha seguido furtivamente, e inmediatamente cambia a su forma muscular y es utilizado por ambos para amortiguar su caída, a su llegada son recibidos por Kirio Hikifune, quien les ofrece un delicioso banquete de bienvenida. Mientras disfrutan de la comida, Ichigo expresa sus sentimientos de culpa al estar simplemente relajándose y comiendo, mientras que la Sociedad de Almas se está preparando para la guerra. Sin embargo Renji le ayuda a superar esta incertidumbre, explicando que primero deben estar en condiciones óptimas antes de dedicarse a entrenar. En ese momento Kirio regresa, sorprendiéndolos con su nuevo aspecto esbelto y atractivo. Ella explica que, que si bien solo puede parecer que están relajándose, los tratamientos que Ichigo y sus amigos están pasando en realidad son para ayudar a fortalecerlos. Luego, les advierte de que cada miembro de la Guardia Real fue reconocido por contribuir de manera significativa a la historia de la Sociedad de Almas y que el próximo Guardia Real con quien se reunirán es el impredecible Ōetsu Nimaiya.
Ichigo y Renji atrapados en la fosa de Ōetsu Nimaiya
Luego de que Ichigo, Renji y Kon llegan al dominio de Nimaiya, son recibidos por luces, y se sorprenden al ver que el Guardia Real se encuentra rodeado de docenas de mujeres hermosas. Tras presentarse adecuadamente Ōetsu los somete a una vergonzosa postura con la excusa de ser el estilo formal del Hōōden, avergonzándolos enfrente de todos las mujeres que estaban allí. Sin aviso alguno Nimaiya es pateado en el rostro por una chica llamada Mera, quien conduce a Ichigo y Renji al verdadero Hōōden. Una vez dentro, caen en una especie de fosa. Allí Nimaiya revela que él tomó la Zanpakutō de Ichigo y Renji sin su conocimiento y tras esto las rompe, para luego decirles que si salen con vida y logran escapar, él forjara de nuevo sus Zanpakutō. Una vez dicha esta sentencia un grupo de seres se muestra desde las sombras del lugar y Nimaiya revela que son de hecho Asauchi, las cuales están hechas con la esencia de su alma. Ichigo conjetura que se enfrentan a materializaciones de estas Asauchi, aunque Nimaiya expresa que es algo así, no es exactamente correcto pero lo que realmente deben saber es que están enojadas por cómo el y Renji tratan a sus Zanpakutōs.
Ichigo tras ser derrotado por las Asauchi
Más tarde, se revela que Ichigo no aprobó la prueba asignada porŌetsu Nimaiya mientras que Renji si, ya que pudo derrotar a lasAsauchi. Debido a esto, Nimaiya se niega a reforjar su Zanpakutō, argumentado que sus espadas no están hecha para falsos shinigami y por lo tanto le obliga a marcharse de la Sociedad de Almas. Ante esta negativa, un molesto Ichigo intentar atacar a Nimaiya, pero es interceptado por el Guardia Real quien detiene el ataque del shinigami substituto por medio de un Kido con el cual logra expulsarlo de su palacio. Una vez sucedida esta acción, Nimaiya deja en claro que la razón por la cual Ichigo reprobó su prueba se debe a que el nivel actual que posee no es óptimo, ya que el solo hecho de no ser reconocido por las Asauchi y haber luchado por tanto tiempo sin una, lo obliga a reencontrarse con sus raíces, las cuales tendrá que volver conocer, aun si eso implica que no sea capaz de regresar a la Sociedad de Almas.
Ichigo frente a su casa en el Mundo Humano
Luego de ser expulsado de la Sociedad de Almas por Nimaiya, Ichigo aparece a altas horas de la noche en el mundo humano, frente a las puertas de su casa, donde se percata que ha vuelto en su forma humana, tras hacer unas conjeturas acerca de esta situación, siente la presencia de su padre y cuando este abre la puerta para saludarlo, el joven shinigami sustituto ya no se encuentra allí. Tiempo después Ichigo aparece en casa de Unagiya, donde toma un baño, cuando Ichigo se disculpa por molestarla a estas horas, Ikumi le da un fuerte cabezazo, y le expresa que se siente como si fuera su hermana mayor y como tal debe confiar en ella cuando la necesite, Ichigo reprocha con sarcasmo la diferencia de edad entre ambos, lo cual lleva a Unagiya a lanzarle una patada y a entrar en una discusión nuevamente, sin embargo su acalorada plática se ve interrumpida por lo que ellos creen que es un cliente, cuando Unagiya le invita a entrar, nota que no hay nadie, y cree que ha sido una broma, pero en realidad es Isshin, quien ha llegado en su forma shinigami y por tal razón el único que puedo verlo es Ichigo. Al ver a su padre Kurosaki se despide de Ikumi y deja olvidada su insignia de Shinigami Sustituto, y así ambos empiezan a discutir sobre la situación actual, Isshin le informa a Ichigo que sabe todos los pormenores por Urahara, desde la invasión a la Sociedad de Almas, su bankai roto y hasta la llegada de la División Cero, luego dice entender el porqué de su inesperado regreso al mundo humano, ya que no hay modo de reparar un bankai roto, sin saber nada de sí mismo, Ichigo enfadado lo toma de su Shihakushō, de inmediato Isshin le recuerda las palabras que alguna vez le dijo en la batalla contra Aizen, el de esperar el momento adecuado para decirle toda la verdad, tras esta sentencia le dice que él no es un shinigami, ni tampoco un ser humano en su totalidad, ya que su madre era una Quincy.
Isshin le revela toda la verdad a Ichigo
Después de contar su relato, Isshin también decide revelar la verdadera razón de por qué murió Masaki. Tras esto Isshin le dice a Ichigo que su madre no debería haber muerto esa noche puesto que al ser una Echt Quincy poseía un Blut muy poderoso a pesar de estar mezclada con un hollow. Ichigo replica que ya Urahara le había hablado sobre esta habilidad. Isshin continua su historia diciendo que en ese fatídico día no es que no fuera capaz de salvarla sino que no fue a hacerlo, ya que no poseía sus poderes de Shinigami, además al sentir la diferencia de poder entre Masaki y Grand Fisher, era evidente que ella podía derrotarlo fácilmente, sin embargo, eso no sucedió.
Luego le pregunta a Ichigo si alguna vez Uryū le habló acerca de su madre, Ichigo le contesta que no, porque él no es el tipo de persona que habla de temas familiares, en ese momento Isshin expresa que la madre de Uryū se llamaba Kanae Katagiri, una Gemishct Quincy, que murió 9 años atrás. Ichigo impactado por esta revelación le pregunta a su padre que fue lo que pasó exactamente hace 9 años. Isshin le responde que en ese tiempo Yhwach hizo una elección de Quincys, y luego dice que según lo que ha escuchado, dentro del Folclore Quincy existe un Rey Sellado y que este rey recuperaría su corazón luego de 900 años, su inteligencia después de 90 años y su poder dentro de 9 años. Así que para recuperar su poder, Yhwach robo el poder de los Quincy de sangre mestiza, a quienes consideraba impuros y lo hizo suyo. Por este suceso la madre de Uryū murió por ser débil y Masaki perdió su poder junto con su vida en la lucha contra Grand Fisher.
Ichigo se reencuentra con su Hollow Interno
Ichigo pregunta como Yhwach pudo hacer algo así y quien es en realidad, Isshin le contesta que Yhwach fue quien creó a los Quincy y su sangre fluye en cada uno ellos. En ese instante Ichigo recuerda las palabras que Yhwach le dijo al partir de la Sociedad de Almas y tras esto le da las gracias a Isshin. Cuando ambos salen, Ichigo se encuentra con Ikumi, quien le devuelve la insignia de Shinigami Sustituto que había olvidado en su casa, una vez recibe el artefacto, Ichigo le da las gracias a ambos y se marcha.
Mientras Ichigo decide marcharse, su padre lo interrumpe preguntándole si conoce la forma para regresar al Reiōkyū, en ese momento Mera aparece sorpresivamente y lo envía de regreso alHōōden. Una vez llega a la fosa del palacio, Ōetsu le da la bienvenida por segunda vez, expresando que ahora Ichigo puede completar la prueba. De inmediato las Asauchi se muestran una vez más rodeando a Ichigo, sin embargo el joven shinigami sustituto extiende su mano a una de ellas y esta resulta ser su hollow interno, satisfecho por lo que acaba de ver, Nimaiya decide forjar personalmente su Zanpakutō.
Luego Ōetsu establece una vía, en la cual el, Ichigo y su Asauchi usan para viajar a las profundidades de su palacio. Una vez allí Ōetsu le explica la razón del porque el Hōōden está arriba de un acantilado y de inmediato le dice a Ichigo que se prepare ya que debe despedirse definitivamente de su Zanpakutō.
De esta forma Nimaiya inicia los preparativos de una forma excéntrica y en ese mismo instante hacen aparición sus guardaespaldas, las cuales lo someten a un cambio en su apariencia física. Una vez que Ōetsu comienza a forjar la nueva Zanpakutō de Ichigo, ambos hablan de la verdadera situación de su espada y Ōetsu le revela al joven shinigami que su hollow interno es en realidad su Verdadero Zanpakutō y que la forma del individuo al cual él se refiere como su "Espíritu Zanpakutō", Zangetsu, es en realidad, la manifestación de sus poderes Quincy en la forma del Yhwach de hace 1000 años.
Ichigo atónito ante la verdad revelada por "Zangetsu"
En su mundo interno Ichigo mira fijamente a “Zangetsu” y empieza a recordar detalles sobre su primera reunión con el hombre que está enfrente de él. Tras esto le pregunta si lo que dijo Nimaiya es verdad, a lo cual “Zangetsu” responde que es cierto, y enfatiza que no es Zangetsu, algo que impacta a Ichigo. Mientras ambos caen en las aguas de su mundo interno, Ichigo le pregunta si en realidad es Yhwach y no Zangetsu, este último le responde que el solo es la fuente del poder Quincy que se encuentra en su interior y que es y al mismo tiempo no es Yhwach. Ichigo, aún confundido por sus palabras, grita que no entiende lo que dice, y pregunta si es un enemigo o un aliado, “Zangetsu” por su parte le contesta que no es ninguno de los dos, pero sus palabras e intenciones nunca le mintieron, excepto cuando dijo su nombre, y le expresa a Ichigo que ya debió a verse dado cuenta desde que le enseñó a usar su Zanpakutō, que todo ese tiempo en realidad uso los poderes de su Hollow interno, más aún cuando estaba a punto de morir, ya que quien siempre le salvó la vida fue su hollow y no el.
Ichigo a punto de obtener su verdadero poder
“Zangetsu” aclara que él nunca quiso que Ichigo se convirtiera en un shinigami y esa es la razón por la cual el suprimía su potencial, actuando como la fuente principal de su poder. Ichigo le pregunta el por qué de su proceder, y de inmediato “Zangetsu” contesta que si Ichigo se convertía en un Shinigami, inevitablemente saldría herido y que tarde o temprano tendría que matarlo con sus propias manos. Tras esta revelación manifiesta una espada de Reishi enfrente de Ichigo, y le dice una vez más que su deber era matarlo si se convertía en un shinigami. Sin embargo Ichigo eligió ese camino y se transformó en un shinigami al pasar por mucho sufrimiento, por esta razón es que el dudaba y en vez de asesinarlo decidió ayudarlo en su travesía. Pero por ese motivo es feliz al dar un paso atrás, ya que está satisfecho al ver su crecimiento. Luego de expresar estas palabras se desvanece poco a poco enfrente de ichigo, dejando tras de sí su espada cubierta por reishi. Mientras desaparece le dice a Ichigo que el poder que ha estado usando hasta el momento era el que él no podía suprimir, pero ahora que no está, podrá luchar con su “poder verdadero”, y una vez dice esto, todo el lugar se irradia en un intenso fulgor que cubre a Ichigo.
Ichigo, sosteniendo a Verdadero Zangetsu y aún en su mundo interno, recuerda cada suceso en los cuales su Hollow interno y el “viejo” le brindaron parte de su poder para salvarlo en más de una ocasión y expresa que no le importa quienes sean realmente, ya que ambos son Zangetsu. En ese momento despierta de su mundo interno y se encuentra sosteniendo a Verdadero Zangetsu mientras Ōetsu sigue forjandola. Una vez que Nimaiya le pide que levante su espada, Ichigo toma su Verdadero Zanpaku-tō y la libera generando una abrumadora cantidad de Reiatsu y calor que evapora el agua del Hōōden. Tras esto se ve a Ichigo sosteniendo dos espadas verdaderas en cada mano, mientras reflexiona diciéndole a Verdadero Zangetsu que nunca más le pedirá su ayuda para luchar juntos, ni le dirá que no se interponga en su camino, ya que ahora luchara por sí mismo y le da las gracias afirmando “Tú eres yo”.
Ichigo listo para regresar a la Sociedad de Almas
En el Reiōkyū, Ichigo se alista para regresar a la Sociedad de Almas con una nueva vestimenta, donde es asistido por Tenjirō y Senjumaru. Sin embargo se muestra confundido al no ver el Tenchūren, Kirinji le dice que tendrá que regresar caminando y en ese momento le pide a Senjumaru que manifieste unas escaleras de gran longitud, Tenjirō le explica a Ichigo que el Tenchūren no puede usarse muy a menudo, así que deberá ir a través de las escaleras y que le tomara alrededor de una semana si usa el shunpo.
Ichigo al inicio se muestra sorprendido por esta noticia, pero luego dice que está bien ya que si con el shunpo normal se tarda una semana, entonces solo le tomara medio día si se da prisa. En ese instante Hyōsube aparece y le informa que no tiene de que preocuparse por llegar a tiempo a la batalla porque los Quincy ya iniciaron su ataque 3 horas atrás, al escuchar esto Ichigo se apresura velozmente a través de las escaleras.
Mientras desciende a toda velocidad, Kirio Hikifune le lanza una bola de arroz por si necesita alimentarse durante el trayecto, Ichigo le expresa su agradecimiento y sigue su camino. Tras despedirse de la Guardia Real se comunica con Urahara y le notifica que le tomara algo de tiempo llegar a la Sociedad de Almas pero le dice que aunque la lucha se torne difícil deben resistir hasta que él arribe allí, ya que el definitivamente hará algo al respecto. Al finalizar la comunicación con Kisuke, Ichigo se muestra inquieto al darse cuenta de que Urahara no le informó sobre la situación actual del Seireitei así que se apresura en llegar a su destino.
Candice se dispone a atacar a Ichigo
Después de un estallido en el cielo desciende chocando en un edificio del Seireitei aparece de repente detrás de las Sternritter diciendo que nunca pensó que rescataría a Kenpachi, este le responde que debe estar soñando y si vino a rescatarlo debe ser una broma, entonces Ichigo le pregunta que si puede levantarse pero el shinigame le dice que no sea idiota que se preocupe primero por el, en ese momento aparece Candice Catnipp con un rayo en su mano a punto de atacar a Ichigo pero este la esquiva fácilmente, la sujeta de su brazo y la arroja contra un edificio, entonces en ese momento Meninas McAllon, Liltotto Lamperd y Giselle Gewelle se abalanzan contra Ichigo pero este las repele fácilmente y las lanza contra los edificios, las chicas discuten sobre que él era el principal en laLista de Potenciales de Guerra, entonces Candice quien se encuentra bastante furiosa debido a que el Shinigami le cubrió de polvo y la despeino dice que no le importa quien sea y procede a atacarlo con suGalvano Blast, solo para que el Shinigami se muestre prácticamente ileso, entonces la demás chicas Quincy se disponen a atacarlo en grupo, haciendo que Ichigo muestre una pose de combate.
Ichigo vs Candice
Ichigo quien estaba a punto de recibir el ataque de las cuatro Quincys, pero este lanza contra los escombros a las cuatro chicas, entonces Candice quien se encuentra bastante furiosa activa su Quincy Vollständing y se dirige a Ichigo con intenciones de atacarlo una vez llega saca lo que parece ser dos espadas en forma de rayo y procede a atacarlo pero Ichigo se cubre con sus verdaderos Zanpaku-tos y dice que al tener 2 espadas esta igual que él y eso es perfecto, pero Candice lo saca de su error y le dice que no sea idiota que son seis y hace una explosión que arroja a Ichigo, Candice procede a atacarlo con su Galvano Javelin pero Ichigo lo contrarresta con su Getsuga Tenshō saliendo prácticamente ileso causando que Candice le diga que no se muestre tan engreído solo porque su técnica repelió la suya y que quiere ver esa cara después de recibir su siguiente ataque y aun respirar y procede a atacarlo con su Electrocution, pero Ichigo la ataca con su nueva técnica Getsuga Jūjishō causando una gran cruz de energía en el cielo.
Un pilar de Luz aparece detrás de Ichigo.
El ataque se acerca a la chica pero esta se dispone a bloquearlo pero Ichigo le dice que lo esquive, el ataque impacta contra Candice y esta pierde un brazo y le pide a Giselle Gewelle que le cure su brazo donde Ichigo solo las observa y de pronto es testigo de un ataque que atraviesa a Candice y las otras chicas Quincy quien resulta ser Bazz-B quien las atacó y les dice que cuando alguien llega tarde tiene el privilegio de robar su preso y este se dirige a Ichigo y le pregunta que si esta de acuerdo entonces también aparecen otros tres Quincys los cuales discuten sobre lo que dijo Bazz-B pero también las chicas quienes no habían sido muy afectadas por el ataque del Quincy rodean a Ichigo y se disponen a luchar los 8 contra él, pero solo el que lo mate obtendrá la gloria es en ese momento cuando un pilar de luz se observa a lo lejos causando la atención del Shinigami quien se pregunta que es lo que pasa. Ichigo quien sigue observando el pilar de luz se pregunta que es, pero es cuando Yhwach se pone en contacto y le pregunta que si puede escuchar su voz y le dice que él es el único que los puede guiar a la luz y que está agradecido, Ichigo le pregunta a que se refiere, el Rey de los Quincy le dice que gracias a él ahora es capaz de invadir el palacio real asombrando a Ichigo y le informa que la ropa que está usando está hecha de cabello y huesos de la división cero y es llamada la llave del rey para penetrar las 72 capaz de las barreras entre el Seireitei y el palacio del rey y además para protegerlo de la fricción y no puede ser con ningún otro material tiene una magnífica resistencia así como habilidades defensivas y para un Shinigami no hay mejores ropas pero que sin embargo debido a esa gran habilidad defensiva después de pasar a través de las 72 capas de barrera esta no se podrán cerrar por 6,000 segundos.
Meninas detiene a Ichigo.
Entonces Ichigo se dispone a ir muy rápido con Yhwach pero es interceptado por Meninas quien lo agarra de su cara y lo estrella contra un edificio, la Quincy le dice quien pensaría que el Shinigami tendría las agallas para ir con su majestad aun cuando lo han rodeado y procede a atacarlo pero el Shinigami logra escapar en ese momento NaNaNa Najahkoop lo intenta atacar pero Ichigo logra esquivarlo, también aparece Robert Accutrone quien le dice que para recibir un golpe de Meninas y no mostrarse perturbado debe ser fuerte mientras lo amenaza con un arma, pero Ichigo logra esquivar el ataque pero es en ese momento es atacado por Bazz-B con su Burner Finger 1 pero es salvado por Renji quien de salvo pero también le corto un poco su cuello también le dice que no sabe los detalles pero al parecer tiene un conexión con el Rey de los Quincys y que se vaya con el ya que al parecer ese es su deber, a lo que Ichigo se dispone a ir contra el Rey.
Como Ichigo se precipita hacia la torre donde se encuentra Yhwach, Uryū dispara un Heilig Pfeil hacia él, lo que llevó a Ichigo desviarlo antes de darse cuenta quien la disparó. Ishida le dice que vaya a casa como Ichigo expresa conmoción y se pregunta por qué Ishida está ahí. Cuando Ishida dice que no puede derrotar a Yhwach, exige a Ichigo saber por qué está allí, pero Uryū desata Licht Regen en él. Sin embargo, el Santen Kesshun bloquea el bombardeo como Orihime y Sado emergen de una Garganta. A medida que Uryū se desvanece junto a Yhwach y Haschwalth en un destello de luz, Ichigo sigue llamándolo. Cuando una explosión masiva se produce en el lugar de la salida, Orihime se protege a sí misma, Ichigo y Sado con Santen Kesshun. Al ver la expresión angustiada de Ichigo, Sado lo arroja a un edificio y exige saber lo que está haciendo antes de señalar cómo Uryū debe haber pensado profundamente acerca de su decisión antes de hacerlo, calmando a Ichigo. A medida que Ichigo y Sado discuten que harán con Uryū, son interrumpidos por Kisuke Urahara, que ofrece a llevar a Ichigo al Reiōkyū.
Urahara lleva a Ichigo y sus amigos al sótano de la División 12, donde se ha construido una réplica del cañón de Kūkaku. Cuando Urahara explica cómo Mayuri lo construyó después de predecir algo así ocurriría, Ichigo admite que esto es increíble antes de afirmar que él solo pensaba que Mayuri estaba loco. Ichigo expresa sorpresa cuando Urahara revela que la réplica se romperá después de disparar una sola vez. Sado señala entonces la ropa de Orihime a un Ichigo sorprendido, quien afirma que él piensa que ella está mostrando demasiado. Sin embargo, Yoruichi aparece y golpea a Ichigo antes de regañarlo por pensar que Orihime tenía una opción en el asunto. Cuando Yoruichi revela un conjunto de botellas de debajo de su capa, Urahara le explica a Ichigo y sus amigos como ella recogió una gran cantidad de energía del cierre de la distorsión entre los mundos antes de decirles a prepararse para ir al Reiōkyū.
Ichigo llega al Palacio del Rey, pero el al igual que sus demás compañeros quedan sorprendidos al ver todo en calma e Ichigo queda impactado al ver el cuerpo de Ichibē Hyōsube destrozado sin embargo Ichigo empieza a escuchar la voz del monje y entonces a pedido del monje Ichigo menciona su nombre haciendo que Ichibē y su cuerpo vuelvan a la normalidad entonces Ichibē le pide que dentenga a Yhwach pero que no lo mate y que proteja al rey, inmediatamente Ichigo junto con sus amigos van hacia el lugar donde se encuentra Yhwach.
Ichigo y sus amigos se encuentran con Yhwach, entonces Ichigo mientras va caminando le dice a Yhwach que ha venido a detenerlo sin embargo Yhwach dice que ya lo sabía dejando
Ichigo corta al Rey Espíritu
sorprendido al Shinigami, Orihime le informa a Ichigo sobre los ojos de Yhwach, entonces Kurosaki no duda en preguntarle por lo que el rey Quincy le informa que son ojos que ven a través de todo, ojos de un verdadero Quincy además de contarle todo lo que ocurrió tras su llegada al Palacio dejando aún más sorprendido a Ichigo, Yhwach también le informa que ya es tarde para salvar al Rey Espíritu ya que el ya no existe volviendo a sorprender a Ichigo, entonces Ichigo se abalanza para sacar la espada que atraviesa al rey sin embargo al momento de sacarla su cuerpo reacciona y parte en dos el cuerpo del rey dejando sorprendidos a todos los presentes y tal cual lo dijo Yhwach además de esto el Quincy le informa a Ichigo que su sangre Quincy nunca pasara por alto la existencia del rey espíritu, entonces Ichigo queda en shock por lo que hizo mientras tanto Yhwach le dice a Ichigo que observen juntos la destrucción de la Sociedad de Almas.
Ichigo queda muy preocupado por lo que acaba de hacer (partir al Rey Espíritu), entonces Yhwach le recuerda que el ya se lo había dicho sin embargo Ichigo lo ignoro entonces Ichigo se cuestiona por qué no puede soltar esa espada entonces Yhwach le informa sobre el poder de su Epíteto y que por tener sangre Quincy cortara al Rey de las Almas por la mitad entonces Ichigo finalmente suelta la espada de Yhwach y sujeta la suya y se dirige hacia Yhwach para atacarlo pero el Quincy lo detiene con su capat y muy sonriente le pregunta si aún tiene una razón para atacarlo dejando sorprendido a Ichigo.
Cuando Ishida se mueve entre Yhwach y sus amigos, a los que dice que no se mueven si no quieren ser fusilado, Ichigo intenta mover, lo que provocó Uryū para disparar su espada. Ichigo le pregunta Ishida si él no sabe lo que sucederá si Yhwach tiene éxito en matar el Alma Rey, pero Ishida revela que ya sabe, lo que llevó a Ichigo para exigir saber por qué él todavía está del lado de Yhwach. Después de afirmar que el ser un Quincy es su razón, Uryū destruye la tierra debajo de Ichigo con varios Heilig Pfeil, haciendo que Ichigo caiga junto a sus amigos del palacio lo que lleva a Lille Barro dispara otra Heilig Pfeil después de él. Ichigo logra captar y destruir el Heilig Pfeil cuando Orihime lo atrapa, junto a ella misma, Sado, y Ganju con el Santen Kesshun, que está pronto traspasado por flechas negras como Yoruichi, habiendo hecho a una de las ciudades flotantes, se prepara para criarlos. Sin embargo, Kon irrumpe repentinamente de su bolsillo de Ichigo en su forma muscular, haciendo que Ichigo se caiga hacia atrás, golpeando su cabeza contra Orihime, dejándolo inconsciente.
Más tarde, Yoruichi despierta Ichigo con una patada, lo que le hace preguntarse por qué él era el único que se desmayó en el primer lugar. Después de recordar lo que pasó, Ichigo encuentra y agarra Kon, quien comienza a atormentar, antes de ser interrumpido por Yoruichi, que él y los demás le pregunta si es el momento de tomar su venganza. Ichigo se pregunta cómo van a llegar hasta el palacio, pero Yoruichi le dice que no se preocupe por esto antes de tener una Garganta abre detrás de ella para revelar Grimmjow, cuya llegada choca Ichigo. Grimmjow saluda a Ichifo y salta de la Garganta antes de tomar nota de las cicatrices que dio Ichigo ya han sanado. Sacando su espada, Grimmjow afirma que ha estado esperando todo este tiempo para conseguir un poco de recuperación de la inversión como Ichigo recoge Verdadero Zangetsu, pero se interrumpió cuando Nelliel Tu Odelschwanck salta sobre Grimmjow y fuerza a Ichigo. Nelliel explica a un Ichigo sorprendido de que Urahara le hizo un brazalete que le permite transformarse en su forma adulta. Sin embargo, son interrumpidos cuando una voz les dice a entrar en un cuadro negro cerca. Como Ichigo sube las escaleras a la caja, es recibido por Riruka Dokugamine, la fuente de la voz, y Yukio Hans Vorarlberna, quien señala que el cuadro es una de sus habilidades. Después de todo el mundo entra, Yukio bloquea la caja como Ichigo exige que Yoruichi explicar todo para él, lo que provocó Yoruichi para explicar la forma en que se va a utilizar una Garganta de infiltrarse en el palacio.
Después de Yoruichi explica cómo están consiguiendo al palacio utilizando un clavo se puso cerca del Alma Rey como punto de destino, Ichigo confirma que él entiende. Poco después, le pide a Grimmjow por qué se les está ayudando, y es divertido cuando Grimmjow afirma que solo lo está haciendo porque no habrá ninguna posibilidad de luchar contra él si Yhwach destruye todo. [495] Como Ichigo y los demás se preparan, son interrumpido por Yukio informándoles de que no va a dejar la caja para luchar. Cuando Ganju se enfrenta a él sobre esto, Ichigo lo detiene y está de acuerdo con la decisión de Yukio antes de decirle a Riruka quedarse así con el fin de proteger a Yukio. Esto lleva a Ganju señalar que ha crecido mucho, solo para Ichigo a preguntarse a qué se refiere. Finalmente, el grupo llega al palacio, y Ichigo observa como la Garganta se abre para revelar la ciudad Wandenreich. Ichigo se confunde inicialmente por esto, pero Yoruichi revela a él ya los otros que Yhwach ha reformado palacio.
Cuando Yoruichi detecta el reiatsu de Yushiro Shihōin, Ichigo le pregunta a quién se refería, a lo que afirma Yoruichi es su hermano pequeño. A Ichigo sorprendida le pregunta por qué ella nunca mencionó tener un hermano, mientras que él y sus amigos imaginar lo Yushiro puede tener un aspecto, mucho a la exasperación de Yoruichi. Después de Yhwach crea su torre-como palacio, Wahrwelt, Ichigo y sus amigos se apresuran hacia ella . Ichigo siente Renji y reiatsu de Rukia y los intentos de crear puntos de apoyo Reishi para llegar a ellos más rápido, solo para casi caerse del palacio Wandenreich, solamente siendo apenas salvado por Chad. Chad continuación señala que, dado que su elemento sorpresa se ha perdido, deben reunirse con los 13 escuadrones de aumentar sus números, a la que Yoruichi está de acuerdo. Sin embargo, cuando Grimmjow decide separarse e ir por delante, Ichigo trata de advertirle que un Quincy fue por delante esperando. Al ver a Grimmjow violentamente atacar Askin Nakk Le Vaar, Ichigo saca su verdadero Zanpakutō, lamentándose de que han perdido por completo el elemento de sorpresa. Ichigo y sus amigos van en camino a enfrentarlo, finalmente Ichigo llega junto con Orihime,
 la nueva transformación de Ichigo.
Yhwach comienza a hablar y hablar sobre el origen de Ichigo y de que él es su verdadero padre y no Isshin Kurosaki por lo que Ichigo se molesta y le recrimina que por su culpa, murió alguien que el tanto amaba su madre Masaki Kurosaki entonces Ichigo lo ataca con todo su poder pero nada puede hacer ya que Yhwach lo bloquea y lo contrataca sin embargo Orihime logra detener dicho ataque con la ayuda de sus habilidades en tanto Ichigo logra acercarse cara a cara contra Yhwah y este le comenta que la muerte de Masaki era necesaria y que ella habría sentido un honor haber muerto provocando y generando más el enojo de Kurosaki que no dudó en atacarlo pero Yhwach logró bloquearlo de nuevo y mandarlo a volar en tanto Yhwach se levanta de su trono comentando que es hora de ponerle fin a esta batalla
Ichigo es atravesado por la espada de Tsukishima
Finalmente Yhwach se levanta de su trono y no hace otra cosa que provocar el enojo de Ichigo. Este mientras tanto sigue atacándolo a pesar de que Yhwach le dice que no lo haga. Orihime sigue protegiendo a Ichigo, luego de tantos ataques Ichigo finalmente revela cual era su real objetivo, mostrar parte de su poder en una nueva transformación que consiste en mezclar sus poderes Shinigami, Quincy y el poder también de su Hollow interno en el Verdadero Tensa Zangetsu, dejando sorprendidos a Orihime e Yhwach. Finalmente, Ichigo le da con todo su poder a Yhwach pero este lo subestima. Sin embargo, cuando ve un nuevo poder queda completamente sorprendido y finalmente Ichigo fusiona su Getsuga Tenshō con el Gran Rey Cero.
Este ataque no hace ningún efecto en Yhwach, y este, espada en mano, logra repeler cualquier ataque del Shinigami. Además, utilizando su poder puede colocar varias trampas en el lugar, hiriendo a Ichigo por sorpresa, pero este libera entonces su Bankai. Esto tampoco tiene efecto alguno en el Quincy, ya que rompe fácilmente a Verdadero Tensa Zangetsu antes de que pueda realizar cualquier ataque gracias a su poder, e incluso rompe el cuerno que llevaba Ichigo en la cabeza. Yhwach ataca en repetidas ocasiones a Ichigo, y aclara que su poder no solo se limita a ver el futuro, sino que también puede transformarlo, diciéndole al Shinigami que desespere ante este poder. Ichigo cae derrotado y se rinde en ese momento, e Yhwach le quita sus poderes Quincy y Hollow. Este se marcha y nadie puede impedirlo. Renji a continuación obliga a Ichigo a levantarse pero este está sumido en la desesperación. En ese instante aparecen los Fullbringer y Tsukishima atraviesa a Ichigo con su espada. Según Ginjo fueron a pagarle su deuda, y gracias a los poderes de Book of the End, el Verdadero Tensa Zangetsu vuelve a estar intacta.
Ichigo ataca a Yhwach
Más tarde, Ichigo y Renji van tras Yhwach, y el Shinigami Sustituto le dice que tanto él como Rukia deberían haberse quedado atrás, esperando con Orihime. Al oír estas palabras, Renji lo golpea y le explica que gracias a él la distancia que se había creado con Rukia desapareció, pudiendo volver a como eran antes. Por eso, le dice a Ichigo que pase lo que pase siempre lo apoyará, y que no cuestione más su decisión de seguir adelante. Finalmente, los dos se encuentran con Yhwach y Aizen. Renji e Ichigo intentan atacar al Quincy sin éxito, e Yhwach les comenta que ya lo había visto todo, incluso la restauración de Verdadero Tensa Zangetsu, solo para que se destruya una vez más entre las manos de Ichigo.
El Quincy le dice que se encuentra en su límite y le pregunta por qué no dejó que Inoue curara sus heridas, siendo porque ésta se encuentra al borde de la muerte o porque pensó que no llegaría a tiempo si se detenia a sanar sus heridas. Yhwach le recuerda a Ichigo que no puede cambiar nada, y en ese instante Renji se lanza a atacarlo con su Bankai pero el Quincy responde cortándole el brazo. Aizen su une a la batalla e Ichigo aprovecha esa distracción para lanzarse contra su enemigo, pero este también había visto ese ataque y le corta el brazo a él también. Yhwach comenta que ni el poder de Kyouka Suigetsu tendrá efecto alguno en él, y acto seguido ataca a Ichigo, dejándole un gran agujero en el pecho. El Quincy comenta que destruirá tanto la existencia de Ichigo como la de la Sociedad de Almas, pero en ese momento se revela la ilusión creada por Aizen, ya que la persona a la que Yhwach estaba atacando no era Ichigo, sino el propio Aizen. Ichigo reaparece en ese instante, clavándole su espada a Yhwach en el pecho, y acto seguido utilizando su última técnica, Getsuga Tenshō.

### Epílogo
10 años después Ichigo se encuentra felizmente casado con Orihime Inoue. Ambos tienen un hijo, Kazui Kurosaki al quien adoran y protegen.
En el capítulo final, Ichigo aparece en su casa recibiendo a Renji y Rukia; los cuales también están casados y con una hija, Ichika Abarai, quien no se encuentra con ellos. Junto a la pareja también están sus otros amigos. Todos se encuentran viendo a Chad en su combate de Boxeo. Uryū no se encuentra presente ya que está trabajando en el hospital pero eso no le impide a ver el partido de su amigo por el teléfono celular. Karin y Yuzu también aparecen allí, trayendo comida a los invitados. Ichigo llama a Orihime para avisarle que el torneo esta por comenzar y le pregunta por su hijo, respondiendo que no está en su casa pero que está siendo vigilado constantemente por Tsubaki. Ichigo luego le pregunta a Rukia sobre su hija y este al verla tan tranquila le dice que debe cuidarla más y con más razón cuando Rukia menciona que Ichika suele meterse en problemas, luego ambos terminan dicutiendo de forma torpe y amistosa sobre como se debe cuidar a un hijo en frente de sus parejas y amigos.

## Poderes
Sin lugar a dudas, la habilidad más importante de Ichigo es su increíble rapidez de aprendizaje. Es capaz de aprender el oficio de shinigami en muy poco tiempo, y también sabe liberar su zanpakutō Zangetsu sin necesidad de una frase. Pero lo más sorprendente es el control que adquiere al poder conseguir el bankai en tan solo dos días (batiendo así el récord de Urahara Kisuke, de tres días), cuando un capitán cualquiera suele tardar al menos diez años, a los que se debe añadir otros cientos para adquirir una gran experiencia en el combate. El potencial desmesurado de Ichigo llegó a llamar la atención de Sōsuke Aizen, que lo consideró como un peligro potencial tras ver su avance en la Sociedad de Almas. Tenjirō Kirinji un miembro de la Guardia Real afirmó que Ichigo tiene unas habilidades excepcionales.
Su buena forma física contribuye mucho a su gran capacidad para combatir. Haber estado en el dojo desde niño, unido a los constantes ataques sorpresa de su padre y a que aprendió pronto a defenderse de los que se metían con él lo han convertido en un adolescente ágil y veloz con una fuerza capaz de sujetar un arma tan pesada como la suya.
En cuanto a técnicas de ataque, Ichigo nunca ha sido entrenado como shinigami, y por tanto desconoce el kidō, y confía ciegamente en el combate cuerpo a cuerpo. Aun cuando ha aumentado en poder y ha estado en la Sociedad de Almas, no ha demostrado ningún interés por el kidō, y la única técnica adicional que ha hecho suya ha sido el shunpo, que le permite moverse a tanta velocidad que prácticamente lo hace invisible y capaz de teletransportarse.
- Experto en Zanjutsu : Ichigo ha demostrado tener un dominio excelente en zanjutsu habiendo sido entrenado por Kisuke Urahara un gran maestro en zanjutsu y habiendo derrotando a grandes maestros en este arte como Ikkaku Madarame, Renji Abarai, Byakuya Kuchiki, Ginjo Kugo y Kenpachi Zaraki.
- Experto en Shunpo: Ichigo ha adquirido suficiente dominio de esta técnica en sí para mantener e incluso sorprender a Shinigamis de alto nivel con su velocidad. Incluso Byakuya Kuchiki, uno de los usuarios más avanzados del Shunpo en la Sociedad de Almas, felicitó a Ichigo por su dominio en este. Durante su primera demostración de esta habilidad, fue capaz de moverse rápidamente para noquear a tres Tenientes y agarrar su espada antes de que alguno de ellos cayera al suelo. Después de recuperar sus poderes de Shinigami el shunpo de ichigo a aumentado hasta el punto de que era capaz de esquivar las flechas lanzadas de varios soldados del jagdarmee mientras usaban el hirenkyaku sin recibir ningún daño.
- Fuerza Aumentada: Cuando él está en su cuerpo Shinigami, la ya impresionante fuerza de Ichigo es mucho mayor. Su fuerza es lo suficientemente grande como para detener los golpes consecutivos del hacha de Jidanbō. Sus habilidades en general son lo suficientemente grandes para que fuera capaz de defenderse de tres tenientes con un solo golpe a cada uno; uno de ellos rompió una de sus Zanpakutō al mismo tiempo y lanzar a Rukia varios metros de distancia hacia los brazos de Renji con una sola mano y es lo suficientemente fuerte como para contener al Sōkyoku, una alabarda con la fuerza destructiva equivalente a un millón Zanpakutō combinadas, solo con su Zanpakutō.

Tras recuperar sus poderes shinigami la fuerza de ichigo ha aumentado considerablementa hasta el punto de que una oscilación de su espada fue suficiente para que Ginjō Kūgo confundiera la onda de choque resultante de esta oscilación con un Getsuga Tenshō, y era capaz de sujetar con su mano a Ginjō Kūgo y lanzarlo a varios metros de distanciá y de atrapar con su mano una flecha del Sternritter Quilge Opie y arrojarsela, ichigo comento que las flechas de Quilge eran más poderosas que las de Uryū Ishida. Ginjō Kūgo especuló que la fuerza de ichigo aumentó gracias a que su Fullbring se había fusionado con sus poderes de Shinigami.
Su poder máximo quizás pueda ser superior al de la primera espada pero sus poderes pueden seguir creciendo con más entrenamiento. Tras la demostración de su nueva forma Hollow, ya que logra vencer a Ulquiorra en su Resurrección Segunda Etapa sin esfuerzo alguno, esto también es una variable a causa de que el mismo Ulquiorra menciona que nadie conocía su "Resurrección Segunda Etapa" incluso que el mismo Aizen Sósuke Desconocía de esta. Otra característica de Ichigo es que cuando está concentrado, su reiatsu aumenta y el color de sus ojos cambian de un marrón claro a un azul claro, lo que implica que aumente su poder de forma desproporcionada.
Tras perder sus poderes de Shinigamii en la batalla contra Aizen, Ichigo ha aprendido a utilizar el "Fullbring", capacidad que le permite volver a luchar al extraer el alma de su insignia de shinigami sustituto. Este poder le ha sido arrebatado por Kūgo Ginjō.
Tras recuperar sus poderes shinigami con la ayuda de Urahara y los altos mandos del Gotei 13, la forma de su Zanpakutō ha cambiado y su poder ha aumentado. Se desconoce hasta el momento si su hollow interior ha regresado al tiempo que lo han hecho sus poderes de shinigami.

### Fullbring (tipo vestimenta)
Ichigo llegó a manifestar sus poderes Fullbring gracias a los Xcution con el consejo de Chad en que los poderes Fullbring se encontraba en el orgullo hacia un objeto, en este caso Ichigo sentía orgullo de ser Shinigami y activo el Fullbring con su insignia de Shinigami sustituto sacando un reiatsu negro en forma de la kanji ban (forma completa).
Ichigo con su Fullbring completo. Ichigo ha logrado usar un ataque de su Fullbring que consiste en lanzar su Insignia hacia el enemigo, este ataque según Ichigo, le es parecido a su Getsuga Tensho pero desde el capítulo 444 del manga el Fullbring de Ichigo evolucionó siendo ahora un fullbring de tipo vestimenta asemejándose al propio Ichigo cuando era shinigami aunque todavía no se sabe los límites de la fuerza y poder de ichigo o si puede resistir su Fullbring.
Tras el entrenamiento, por fin Ichigo consigue tener el Fullbring completado, obtiene una armadura sólida. La armadura le cubre pecho, hombros, brazos, pies y lleva una banda por debajo de los ojos, y también lleva un traje completamente negro debajo de la armadura, además ha obtenido una nueva forma de espada, con su insignia shinigami, que le permite usar el mismo ataque que en su forma inicial Fullbring o concentrar energía espiritual en su espada para hacer un mayor daño.
Su fuerza y velocidad aumentaron bastante tanto como poder parar el puño de Chad en su forma fullbring o ir a más velocidad que Tsukishima. Posteriormente sus poderes de fullbring comenzarían a fusionarse con los de shinigami al poder realizar un Getsuga Tenshō usando la última forma de este. Aunque posteriormente Ginjō robara su fullbring parece que han quedado retazos de estos poderes y se han fusionado con su nuevo bankai.

### Poderes Quincy
Gracias al reiatsu de Quilge Opie, los recuerdos de su reiatsu "despertaron" teniendo como resultado el uso de habilidades Quincy como:
- Blut: (血液(ブルート),burūto; Alemán para "Sangre") es la técnica que utilizan los Quincys para aumentar de manera drástica su ataque y defensa.
- Blut Vene: (静血装(ブルート・ヴェーネ),burūto vēne; Alemán para "Vena de sangre") a través de medios aun desconocidos, Ichigo ha tenido acceso a este blut defensivo, y fue capaz de usarlo para sobrevivir a un ataque directo de la espada de Yhwach que solo fue capaz de dejarle un pequeño corte en su cuello. Esto fue confirmado como Blut Vene por el mismo líder del Vandenreich

### Zanpakutō
En el momento en que Rukia traspasó sus poderes a Ichigo, este se convirtió en shinigami, y como tal tuvo una zanpakutō. En su forma inicial, el arma de Ichigo era de un tamaño enorme, tanto que hasta la propia Rukia se sorprende, ya que el tamaño de un arma es proporcional a la fuerza espiritual de un shinigami –salvo en el caso de los shinigamis más fuertes, que pueden modular el tamaño de sus espadas-. El Capitán Kuchiki destruye la zanpakutō de Ichigo en su primer encuentro, lo que provoca que en el entrenamiento de Urahara el principal objetivo sea liberar el arma, es decir, mostrarla en su forma original. La espada de Ichigo materializada tiene la apariencia de un hombre de mediana edad, sin afeitar y con el pelo por los hombros, todo vestido de negro con un manto raído. Ichigo suele llamarle "viejo" o "tío" (ossan) llamado Zangetsu sin embargo recientemente en el manga se muestra que Zangetsu ha cambiado de aspecto a uno más joven y estilizado llamándose a sí mismo como Tensa Zangetsu. La personalidad de Zangetsu es tranquila, serena, callada e inexpresiva.Y resulta que en realidad Zangetsu es Yuha Bach líder de los Quincy al ser este medio Quincy por parte de su madre.Y que solo utilizaba los poderes de Hollow para enseñar a Ichigo.

#### Shikai:Zangetsu(斬月,Luna Cortante?)
Lo primero que un shinigami debe hacer para poder liberar su zanpakutō es saber su nombre. Durante su entrenamiento, Ichigo consigue averiguarlo, activando por primera y única vez en toda la serie la liberación inicial o shikai, gritando simplemente el nombre de Zangetsu. La forma de Zangetsu activada es la de una espada incompleta, sin vaina ni guardia, con la apariencia de un gigantesco cuchillo jamonero envuelto simplemente en tiras de tela de color blanco. Ello es, ya que la filosofía que da sentido a la existencia de Zangetsu es de siempre avanzar, abandonando el miedo y las reservas, ello se ve influenciado en su forma, la cual carece del tsuba, que generalmente ayuda como parte de la defensa, la envoltura de la empuñadura o tsuka, que amortigua los impactos y de la saya o vaina, que según la creencia oriental calma a la espada y contiene su poder y espíritu. Debido al desmesurado poder que posee Ichigo y su incapacidad para controlarlo, Zangetsu permanece siempre en su estado Shikai aunque Ichigo no la esté utilizando. Zangetsu es la única Zanpakutō conocida que carece de comando de liberación. No hasta la llegada de la novela "BLEACH: Can't fear your own world" para cubrir los hoyos argumentales que quedaron vacíos tras el final del arco de "La guerra sangrienta de los 1000 años". En el capítulo 90, Tokinada Tsunayashiro se encontraba con un encuentro imprevisto con Ginjo al verse interrumpido en la pelea intentando partir en dos al enemigo. Tras fallar, Tokinada molesto responde que la mejor opción para acabar con la vida de Ginjo sería utilizando un shikai especial. "Perfora los cielos, Zangetsu", en ese momento, Tokinada invocó a una poderosa zanpakutō que no había utilizado antes a pesar de que la naturaleza de su propio shikai, que es copiar los poderes de todas las zanpakutōs que haya visto en vivo pero no en su máximo esplendor, debido a que en cada activación su shikai le consume su vitalidad y es necesario entrenar cada shikai de la que el desee utilizar, pero esta jamás la había utilizado hasta ahora. Era la zanpakutō de Ichigo de quien se menciona. Por lo tanto se revela que después de todo, cada zanpakutō tiene su canto de activación.

##### Nuevo Shikai
Recientemente, Ichigo parece haber recuperado sus poderes de Shinigami, incluyendo a Zangetsu, la cual, a pesar de mantener casi por completo su anterior apariencia, se pueden observar algunas diferencias, tales como que ahora sí que presenta un tsuka color negro, en lugar de estar cubierto por vendas, además de tener una pequeña cadena colgando de su extremo, similar a Tensa Zangetsu.
También ha variado algo la forma de la hoja, ya que, aunque presenta las mismas medidas desproporcionadas de Zangetsu, tiene una forma ligeramente distinta, al presentar un gran ángulo, tanto al comienzo de la hoja cortante, como en el extremo de la zona roma de la hoja, y de ser la base de la hoja algo más curva.
Además de que en el cuerpo de Ichigo aparecen unas extrañas muñequeras y tobilleras, en el cuello, manos y pies, en forma de X color negras con borde blanco, y de tener unas especies de marcas en la parte dorsal de las manos. También presenta unas placas óseas en el cuello, similares a las que presentaba en su última forma de su Fullbring.
Su Zanpakutō real toma la forma de dos espadas. Una de ellas posee el tamaño de su espada anterior, pero una vez más en la forma de un cuchillo Khyber, con la empuñadura en la base de la hoja y un mango que se extiende hacia atrás a partir del ancho y longitud del antebrazo de Ichigo. Esta también tiene una parte delgada y hueca a lo largo del borde posterior de la hoja desde la base hasta el centro de la misma.
La segunda espada es relativamente pequeña, similar en tamaño al brazo de Ichigo, y es parecida a su primera espada, pero se asemeja más a un cuchillo. A diferencia de su contraparte, esta posee una guarda cerrada, con una parte que actúa como un protector para su mano.
Ambas espadas representan una faceta diferente del poder de Ichigo: la hoja más grande representa a su Hollow interno, quien es su auténtica Zanpaku-tō, (manifestación de sus poderes Shinigami / Hollow) y la espada más pequeña representa al "viejo" (la manifestación de sus poderes Quincy).
Recientemente, se ha podido observar que las empuñaduras de ambas Espadas están envueltas en tiras de tela blanca, al igual que ocurría con la primera forma de Zangetsu hasta el momento solo se conocen dos habilidades de zangetsu:
- Getsuga Tenshō (月牙天衝 Colmillo Lunar que penetra el Cielo): Después de que Ichigo recupera sus poderes de Shinigami por segunda vez, su Getsuga Tenshō es notablemente más grande y más poderoso en su forma Shikai de lo que era antes de que perdiera sus poderes. Un solo golpe de esta técnica puede dispersar una tormenta entera y de cortar la parte superior de la mansión de Tsukishima.
- Getsuga Jūjishō (月牙十字衝,Colmillo Lunar Perforador Cruzado ): es la versión doble del Getsuga Tenshō. Para ejecutarla Ichigo realiza un corte horizontal con su espada pequeña generando el primer Getsuga, seguido de un corte vertical con la Espada grande, generando el segundo Getsuga, que se superpone al primero, creando así un gran ataque en forma de cruz.

#### Bankai:Tensa Zangetsu(天鎖斬月,Cadenas Celestiales de Luna Cortante?)
La liberación completa de Zangetsu no tiene comparación con la del resto de shinigamis. Cuando Ichigo es capaz de invocar el bankai, la espada recibe el nombre completo de Tensa Zangetsu y adquiere la forma de una katana completamente negra y de perfil firme y estilizado, todo lo contrario de las exageradas proporciones del shikai, ya que incluso tiene un tsuba con el kanji de "prohibido" (una esvástica, kanji muy empleado en Japón, sobre todo en la zona del Palacio Imperial Katsura (zona prohibida para personas no relacionadas con la familia Imperial en la antigüedad), sin ningún tipo de connotación nazi, tema de gran controversia sobre todo en el conjunto de fanes no nipones de la serie) y la cinta del tsuka se transforma en una cadena. Junto con la transformación de su zanpakutō, las ropas de Ichigo también experimentan un cambio, y aparece siempre vestido por el largo abrigo negro que lleva también la forma materializada de Zangetsu.
Los poderes del bankai de Ichigo son más abstractos que los de los otros shinigamis. Como bien pensó el Capitán Kuchiki durante su enfrentamiento, la forma final de la zanpakutō de Ichigo era capaz de comprimir su inmenso poder espiritual en muy poco espacio, ganando en velocidad y conservando potencia. Tras la batalla con Ulquiorra, Ichigo le confirma a Retsu Unohana que su shikakusho cambia respecto a la liberación inicial al ser parte de su bankai y que es un indicador de su propio nivel de reiatsu. Otra característica de Tensa Zangetsu es el extenso período de tiempo durante el cual puede permanecer activada. Esto es gran parte debido a la enorme cantidad de reiatsu que Ichigo posee. Aunque también es un factor muy importante el hecho de que sea un "Bankai comprimido" ya que la emanación de reiatsu y el consumo del mismo requerido para mantener el bankai activo se reducen al mínimo.
Más adelante, tras practicar el Jinzen (un estado de meditación que permite al Shinigami entrar en su mundo interior) durante 3 meses aprovechando una distorsión temporal en el Dangai (fuera del Dangai solo ha transcurrido una hora), Ichigo reaparece frente a Aizen con un nuevo aspecto de su Bankai. Ahora la cadena de Tensa Zangetsu se ha vuelto más larga y está enrollada a su brazo derecho y su mano lleva en lugar del tsuba, un guante negro; además, la guardia de su Zanpakutō ha aumentado de tamaño.
Igual, hay una diferencia entre Tensa Zangetsu y Zangetsu; cuando está Ichigo en su mundo interior Zangetsu es un hombre de mediana edad, de pelo castaño y de media melena, algo de barba y unas gafas "futurísticas". Cuando se convierte en Tensa Zangetsu tiene un aspecto totalmente diferente. Por decirlo de alguna manera, rejuvenece, tiene los ojos afilados y el pelo oscuro, un aspecto serio e inexpresivo y va vestido con un largo abrigo con una capucha. Seguramente se vuelve más joven por el hecho de que es más "rebelde" y es más difícil de controlar.
- Bankai Recuperado: Tras haber recuperado sus poderes, el Bankai de Ichigo experimenta un cambio completo al salir con el abrigo clásico de Zangetsu, con varias X sobre el pecho y varios adornos similares a la altura de las manos las cuales están ahora cubiertas por completo simulando unos guantes. Las placas óseas cambian siendo algo pequeñas y negras. La forma de Katana que Tensa Zangetsu tenía anteriormente se ve modificada al mostrarse sobre la superficie de la hoja unos segmentos filosos sobre su base. En lo referente a la cadena es igual que la primera versión del bankai. Solo que esta vez se encuentra más larga.
- Mayor Duración: Por otra parte, el hecho de que toda su energía es "Comprimida" Significa que el uso de su Bankai no agota el poder espiritual tanto como otros bankais desde el punto de activación lo que le permite utilizar Tensa Zangetsu con una duración más larga que cualquier usuario con un nivel de tipo bankai.
- Más resistencia: La gran resistencia que tiene Ichigo a los ataques se ve incrementada cuando usa el bankai por ejemplo cuando el y Ginjo Kugo lucharon en estado bankai y este último le disparó un potente cero que Ichigo bloqueo con una sola mano sin recibir un solo rasguño.
- Más fuerza física: El Bankai de Ichigo también le permite mejorar aún más su gran fuerza física como se muestra al bloquear fácilmente un golpe de Yammy Llargo en su estado de resurrección más fuerte con su mano y no estando ni a la mitad de su poder.
- Velocidad y reflejos mejorados (usando el Shunpo): Ichigo toma todo el poder de su Bankai y lo comprime en una forma condensada, entonces utiliza el poder del Bankai para llevar a cabo un combate de alta velocidad. Su nueva velocidad es tan grande, que también aumenta su shunpo y le permite crear docenas de imágenes consecutivas para confundir a su oponente. Después de recuperar sus poderes de shinigami la velocidad y los reflejos de ichigo an augmentado hasta el punto de ser capaz de contraatacar el puñetezo de Tenjirō Kirinji francturándole la mano, un maestro del shunpo conocido como velocidad flash el cual era capaz de sorprender desde atrás a la capitana Suì-Fēng agarrándola del brazo.
- Getsuga Tenshō Aumentado: También experimenta un cambio en el Getsuga Tenshō, el cual sufre una variación llamada Kuroi Getsuga (黒月牙 Colmillo de la Luna Negra), creada por el Hollow Interno de Ichigo cuando tomó control de este por primera vez durante su combate contra Byakuya Kuchiki. Básicamente se trata del mismo ataque, pero el reiatsu es mucho más poderoso y concentrado, tornándose de color negro. Ichigo ha ido aprendiendo esta técnica con el paso del tiempo, aunque en principio el realizarla aumentaba el poder de su hollow ya que fue idea suya, tras vencerlo ha logrado utilizarlo sin que suponga riesgo para él. Durante su combate con Ulquiorra Cifer, Ichigo ha aprendido a concentrar la fuerza del Getsuga en su espada para hacerlo explotar con el golpe de su Zanpakutō. Tras haber recuperado sus poderes el Getsuga Tenshō ha aumentado siendo más grande y poderoso de lo que era antes.

### Máscarahollow

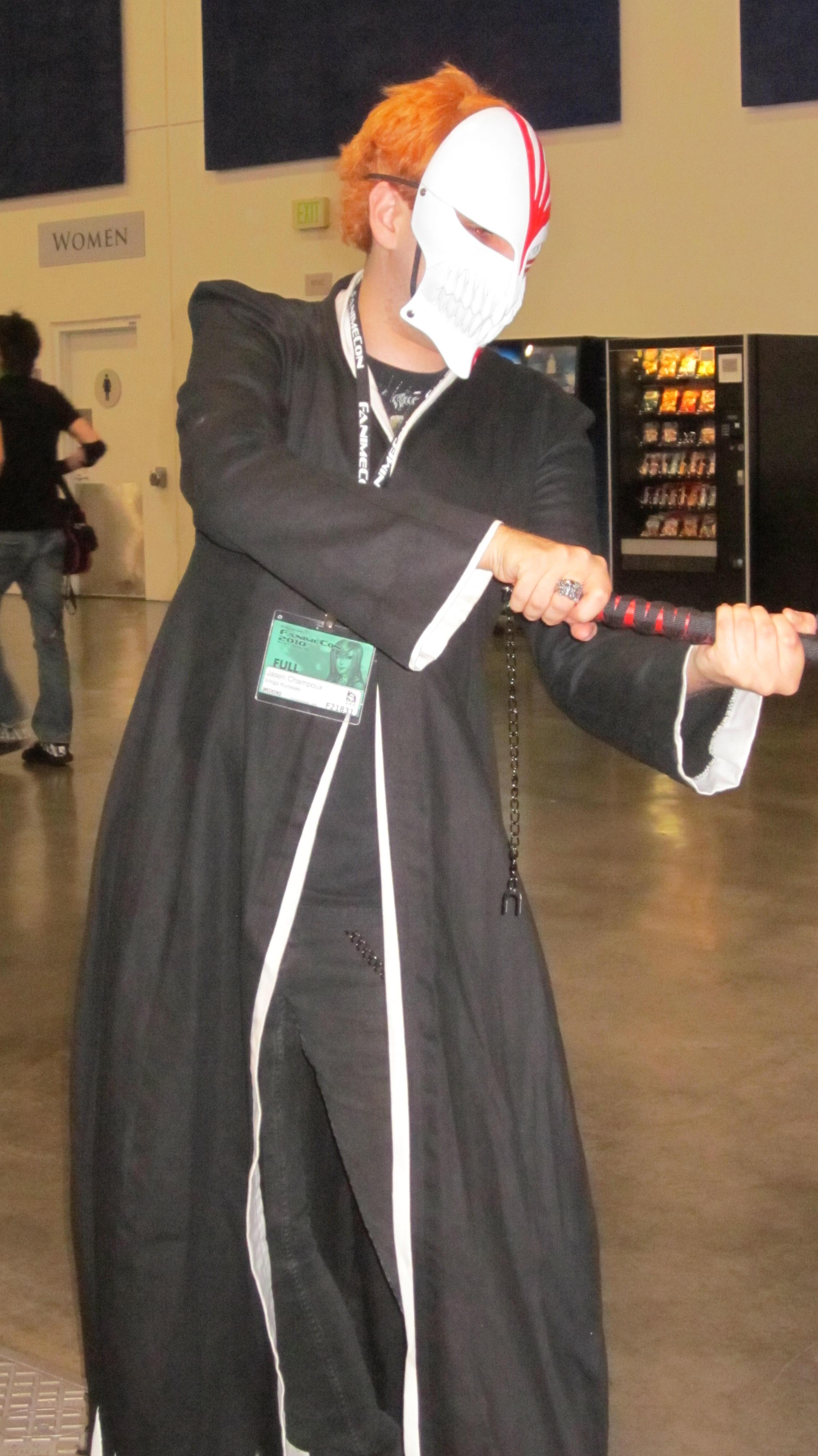
Cosplayer de Ichigo con su máscara de hollow.

La máscara de Ichigo, tiene una forma calavérica, con una hilera de dientes a la altura de la boca; la parte izquierda de su máscara está marcada por varias líneas rojas a la altura de su ojo y quijada. Su forma en el mundo interior de Ichigo es idéntico a Ichigo, lo que cambia es el color de su shihakusho y piel que es completamente blanco, su esclerótica es negra y su iris amarillo.
Jamás se le ha dado un nombre a esta entidad, pero durante su combate con Ichigo se hizo llamar Zangetsu, por lo que es probable que ambos seres sean diferentes caras de los poderes espirituales del muchacho. Hasta el momento, cuanto mayor es el poder de Ichigo, más posibilidades hay de que sea poseído por su hollow interior, no obstante los Visored como él han hallado un método para sellar al hollow del shinigami en el fondo de su alma y poder así servirse de su poder sin perder la conciencia.
Cuando su hollow hace aparición su poder aumenta desmesuradamente al unirse reiatsu de hollow y shinigami en un mismo cuerpo, se mueve más rápido y usa una técnica distinta sujetando la espada por la cinta que posee para usarla como un arma de largo alcance, el ataque de la 'kuroi getsuga', pero el autocontrol de Ichigo sobre su hollow es superior y siempre que ha hecho aparición Ichigo logra liberarse de su 'máscara' y de su hollow, pero eso cada vez le consume más energías, por lo que se cree que se vuelve más fuerte Ichigo, en igual medida su hollow se ve fortalecido.
Gracias a la ayuda de los Vizard, Ichigo ya domina la forma Hollow tras haberla derrotado en su mundo interior,(cuando logra derrotar a su hollow interno y controlarlo él le dice que si de verdad quiere controlar su poder debe estar vivo la siguiente vez que este aparezca) como los demás Vizard (shinigamis con poderes de hollow), siendo el único entre ellos que libera la zanpakutō además del Hollow. La transformación conlleva un riesgo importante, por lo que la máscara 'resiste' en inicio unos pocos segundos. Para incrementar el tiempo de permanencia en este estado el shinigami se somete a un duro entrenamiento con Hiyori Sarugaki, sin embargo solo logra llegar a 11 segundos en cada transformación, que además le debilita en gran medida una vez da por finalizada, convirtiendo este aumento de poder en un arma de doble filo ya que la máscara apenas aparece durante un segundo si Ichigo está gravemente herido o extenuado.
Tras sus repetidas batallas en Hueco Mundo, Ichigo logra perfeccionar esta delicada técnica, ampliando el tiempo y el poder que le brinda la transformación en hollow tras cada combate y permitiéndole además utilizarla y repararla repetidas veces. No obstante su máscara resulta insuficiente para derrotar a Ulquiorra Cifer y tras ser gravemente herido y escuchar el llanto de Orihime, una forma hollow salvaje y desconocida toma el control durante un breve período de tiempo en el que derrota a Ulquiorra utilizando habilidades arrancar clásicas como el cero o el sonido y también la regeneración instantánea. Tras esto la transformación en hollow de Ichigo cambia al igual que su máscara, su duración es menor y las líneas horizontales que había en un lado de la máscara han sido sustituidas por dos líneas verticales que bajan por la máscara desde la frente pasando por los ojos. Si bien Ichigo se ha transformado en Hollow, no se ha mencionado siquiera si posee el potencial para realizar la Resurrección como podía hacerlo Kaname Tōsen.

## Curiosidades
- El jabalí que usa su primo Ganju Shiba es una referencia a Pumba de El Rey León.
- Hollow Ichigo (Zangetsu) tiene los mismos colores blanco y negro que Negaduck (negatron) de El Pato Darkwing.
- En el arco de las zanpakutoh kenpachi Zaraki se imagina a Ichigo modificado por Mayuri Kurosutchi al estilo Godzilla e Inspector Gadget.
- Ichigo es la versión anime de Danny Phantom.
- Jake Long de American Dragón Jake Long es la versión cartoon de Ichigo.
- He-man salvaje de Masters of the Universe Revelation es la versión cartoon de Ichigo modo Vasto Lorde.

## En otros medios
Ichigo aparece en todas las películas de la serie, incluidas Memories of Nobody, The DiamondDust Rebellion, Fade to Black y Hell Verse. También aparece en las dos animaciones de video originales, luchando contra un Hollow llamado Grand Fisher en el primero y luchando contra el rebelde segador de almas Baishin en el segundo. En los videojuegos de Bleach, Ichigo es un personaje jugable, incluida la serie Heat the Soul y Blade Battlers. En algunos juegos, su forma Hollow y su estado Bankai están disponibles como personajes separados. En Rock Musical Bleach, un musical basado en la serie Bleach, Ichigo es interpretado por Tatsuya Isaka. Su personaje aparece en dos volúmenes de la serie de bandas sonoras de CD Bleach Beat Collection que presenta temas compuestos por su actor de voz japonés, Masakazu Morita. Estos incluyen el primero de ellos, en el que él es el único personaje y el cuarto volumen de la cuarta temporada junto con Rukia. Ichigo también aparece en el primer volumen de la serie de bandas sonoras de CD Bleach Breathless Collection junto con la encarnación de sus poderes Quincy que se hacen pasar por el espíritu Zanpakutō Zangetsu.